# Реннський музей образотворчого мистецтва
Реннський музей образотворчого мистецтва (фр. Musée des beaux-arts de Rennes (MBAR)) — художній музей в місті Ренн (департамент Іль і Вілен, регіон Бретань, Франція).
Початковий фонд музею був сформований 1794 року з творів мистецтва, які були конфісковані в релігійних і громадських будівлях міста під час Великої французької революції. Однак більшою частиною свого багатства музей зобов'язаний казковому кабінету курйозів маркіза де Роб'єна (1698—1756), президента парламенту Бретані, який зібрав вражаючу колекцію творів і предметів мистецтва. Його зібрання було однією з небагатьох значних колекцій стародавнього живопису в провінції (за винятком колекції маркіза де Ліву в Анже).

## Будівля
Музей розташований в старому палаці університету.

## Колекції
Музей володіє одним з найцікавіших зібрань творів мистецтва у Франції за межами Парижа, його колекції охоплюють як європейський живопис і скульптуру з чотирнадцятого по двадцяте століття, так і твори мистецтва з Африки і Америки, римські, етруські, грецькі і єгипетські старожитності.

## Археологія

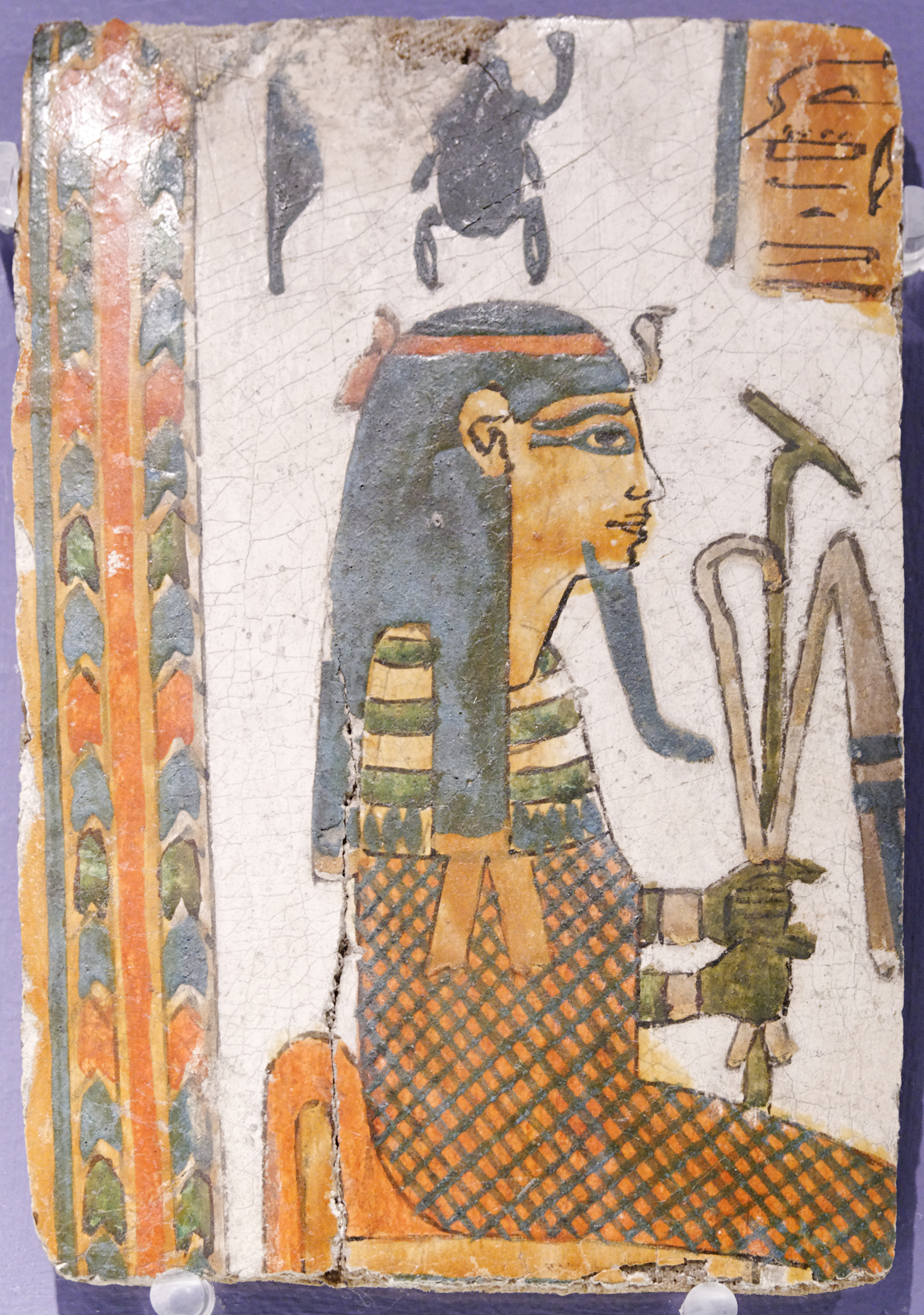
Фрагмент картону під назвою Джед-Амон, Єгипет, Фіви, XXII або XXIII династія.
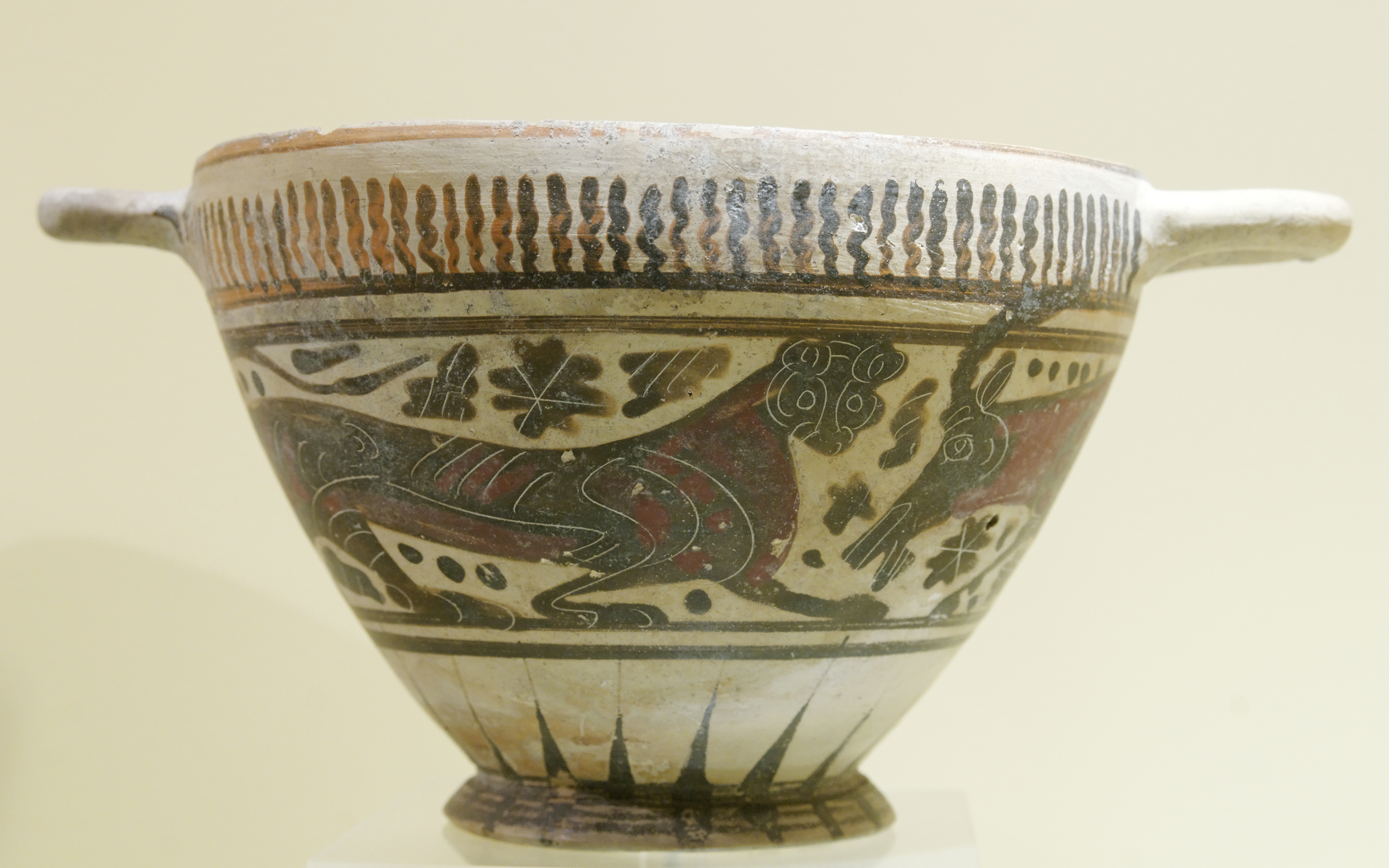
Скіфос або канфар, Коринф, близько 600-570 до н.е.

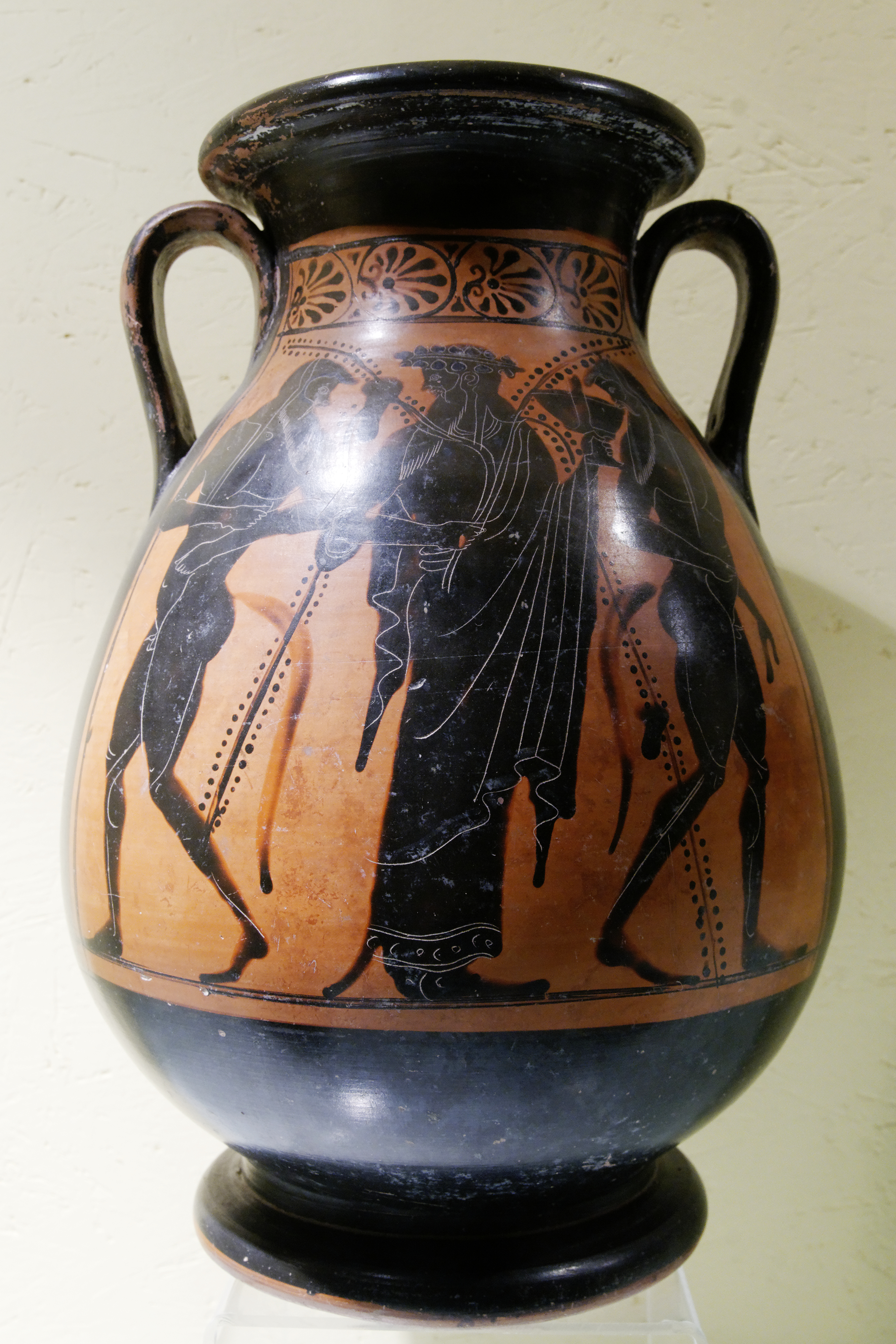
Діоніс між двома сатирами, аттична чорнофігурна пеліка, Родос, близько 510 року до н.е.
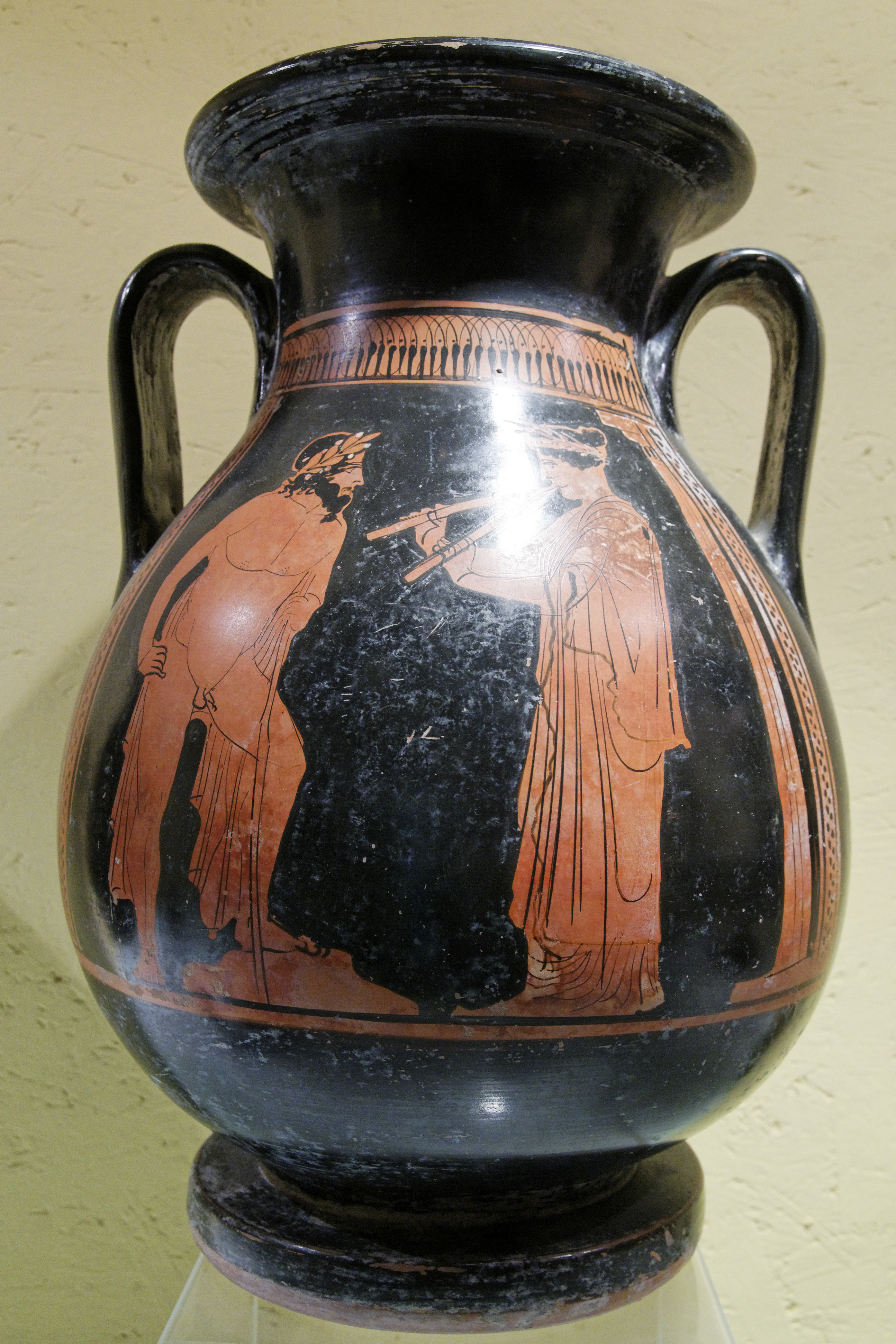
Комос і гравець на авлосі, аттична червонофігурна пеліка, Родос, близько 430 року до н.е.
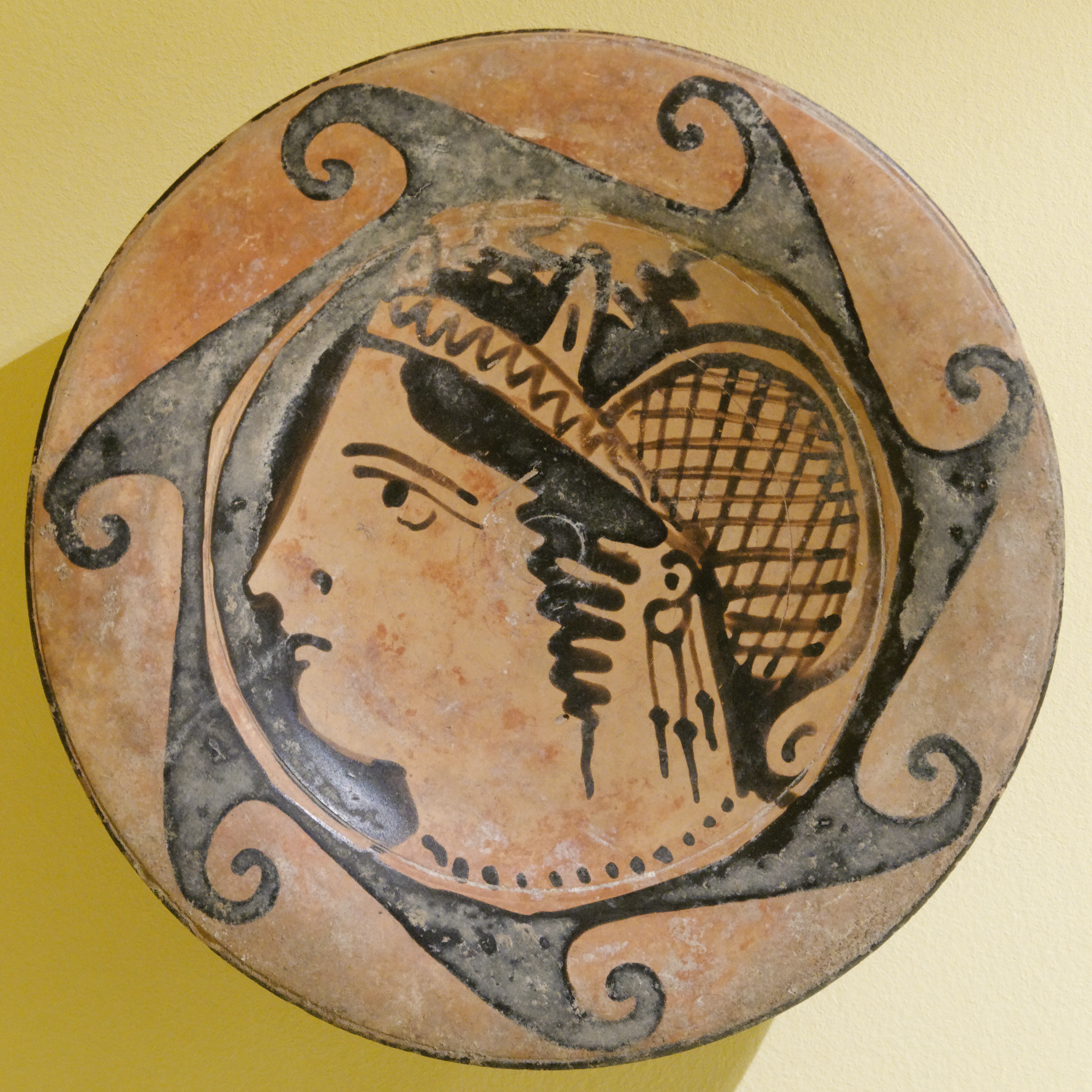
Голова жінки, яка дивиться вліво, медальйон етруського кілка, між 350 і 300 роками до н.е.
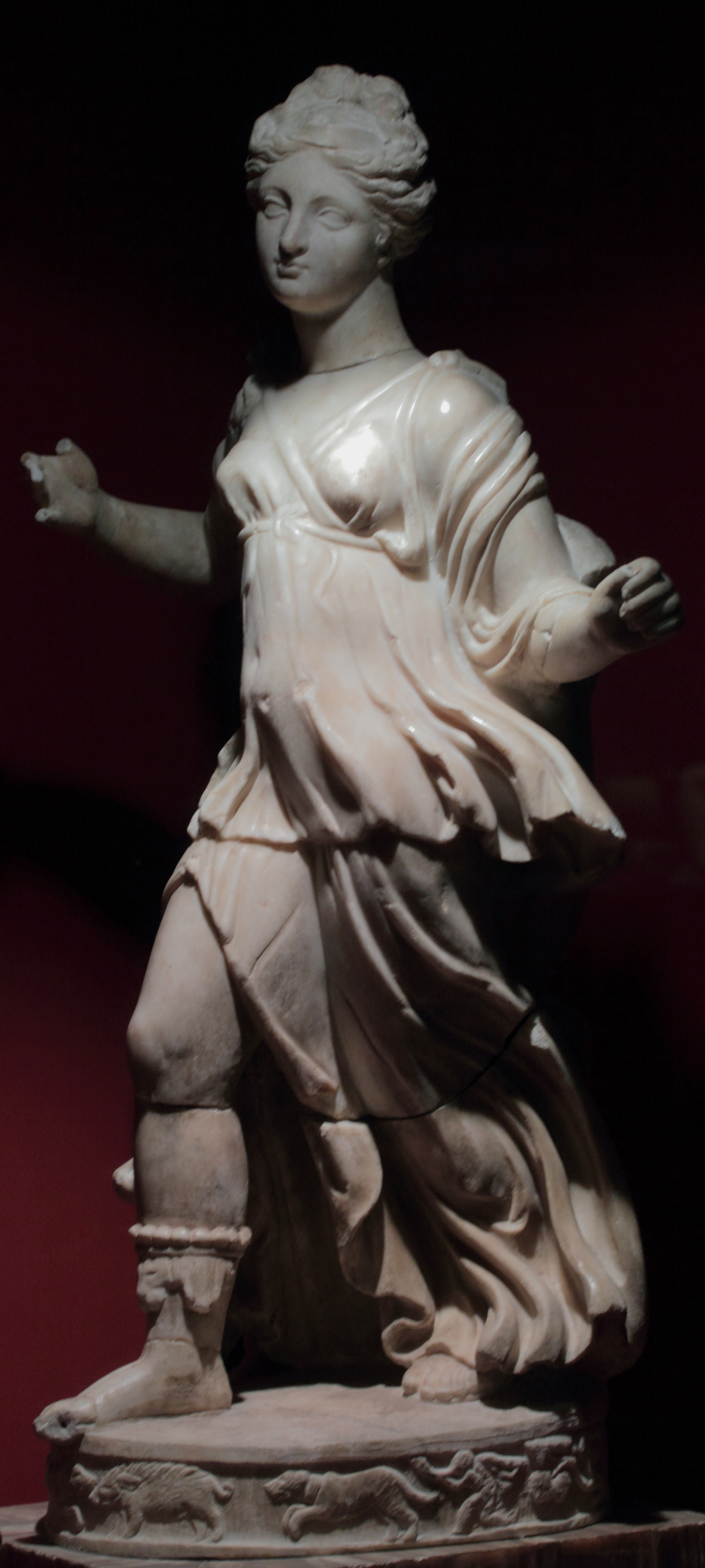
Статуя Діани Мисливиці, мармур, Рим.

## Малюнки
Більше, ніж будь-яка інший частина зібрання, колекція малюнків багато в чому зобов'язана президенту Роб'єну. 1107 листів з його зібрання залишаються найпрестижнішої частиною колекції графічного мистецтва музею. Філіппо Ліппі, Леонардо да Вінчі, Боттічеллі, Донателло, Доменіко Гірландайо, Джованні Белліні, Мікеланджело, Альбрехт Дюрер, Бернарт ван Орлей, Франческо Пезелліно, Лоренцо ді Креді, Содома, Корреджо, Понтормо, Джуліо Романо, Паріс Бордоне, Баччо Бандінеллі, Франческо Парміджаніно, Нікколо дель Аббате, Алессандро Аллорі, Федеріко Бароччі, Рубенс, П'єтро да Кортона, Андреа Саккі, Сімон Вуе, П'єр П'юже, Рембрандт, Сальватор Роза, Антуан Ватто, Себастьяно Річчі, П'єр Боннар, Моріс Дені, Жан Едуар Вюйяр і Пабло Пікассо входять в число художників, представлених у різних фондах. Фонд Роб'єна ділиться приблизно однаково між італійською, французькою та північною школами.

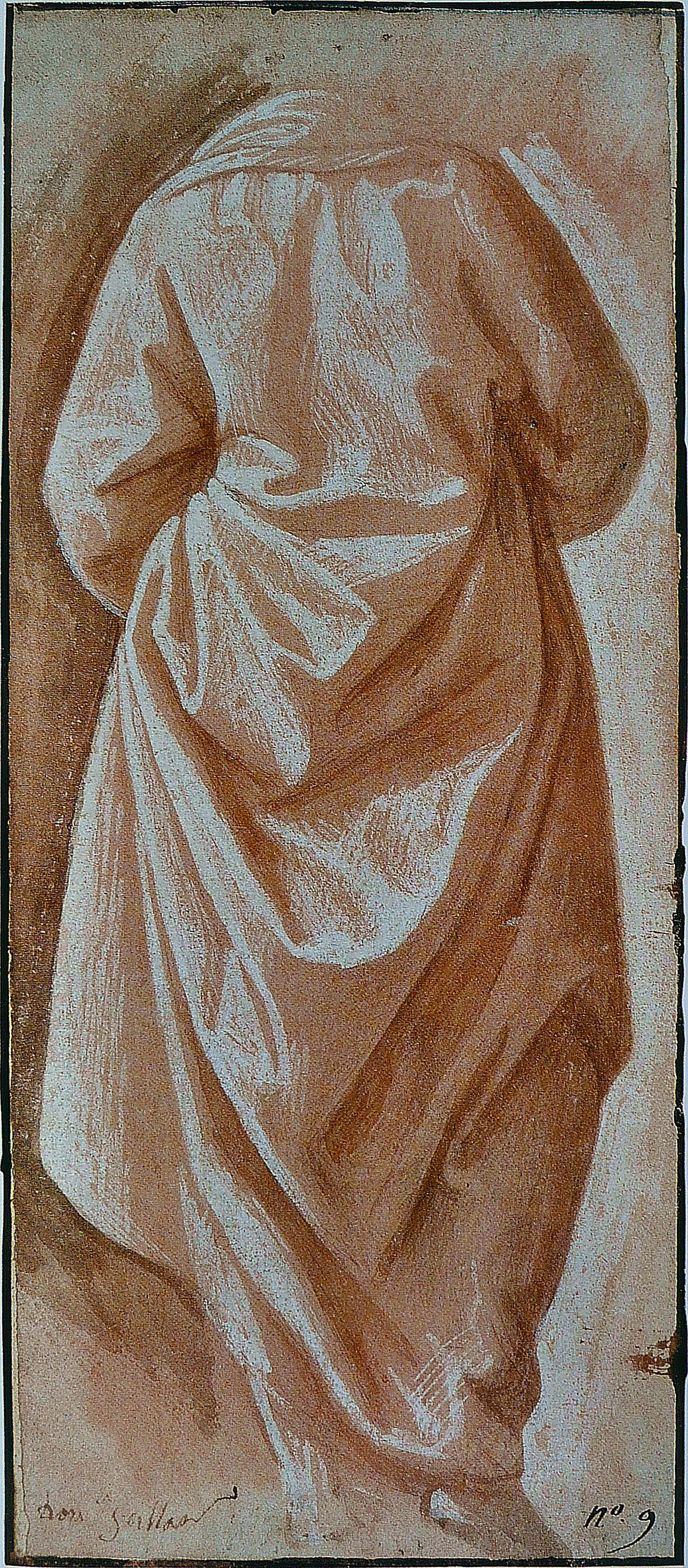
Доменіко Гірландайо, Жінка, вид ззаду, драпірування, близько 1480 року.
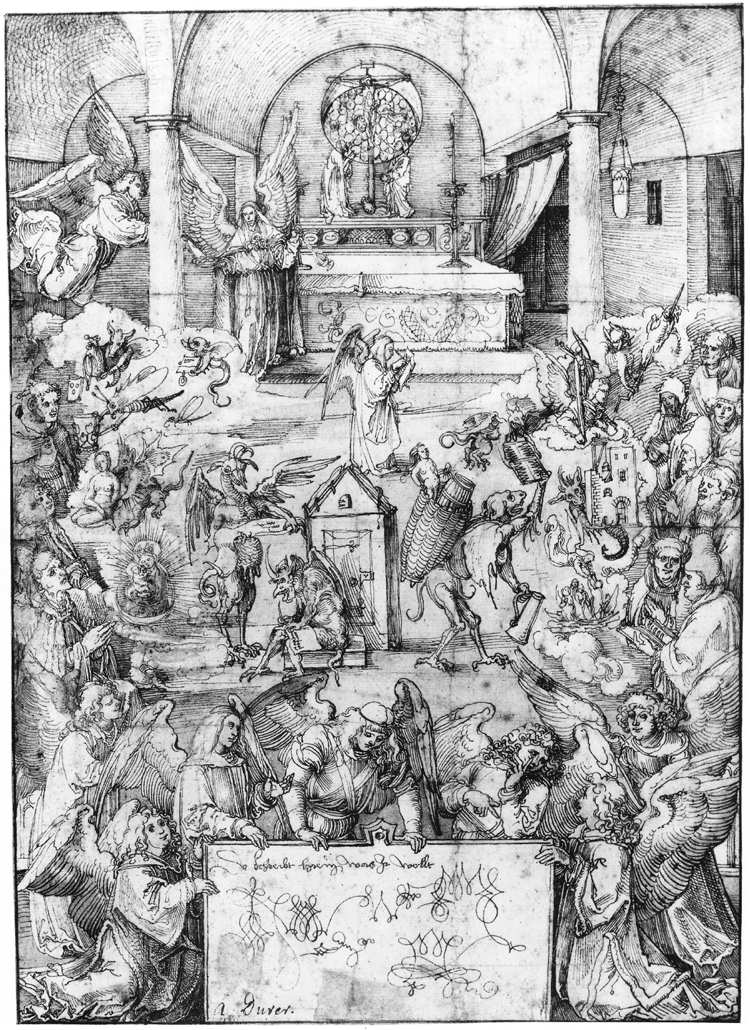
Альбрехт Дюрер, Меса ангелів, близько 1500 року.
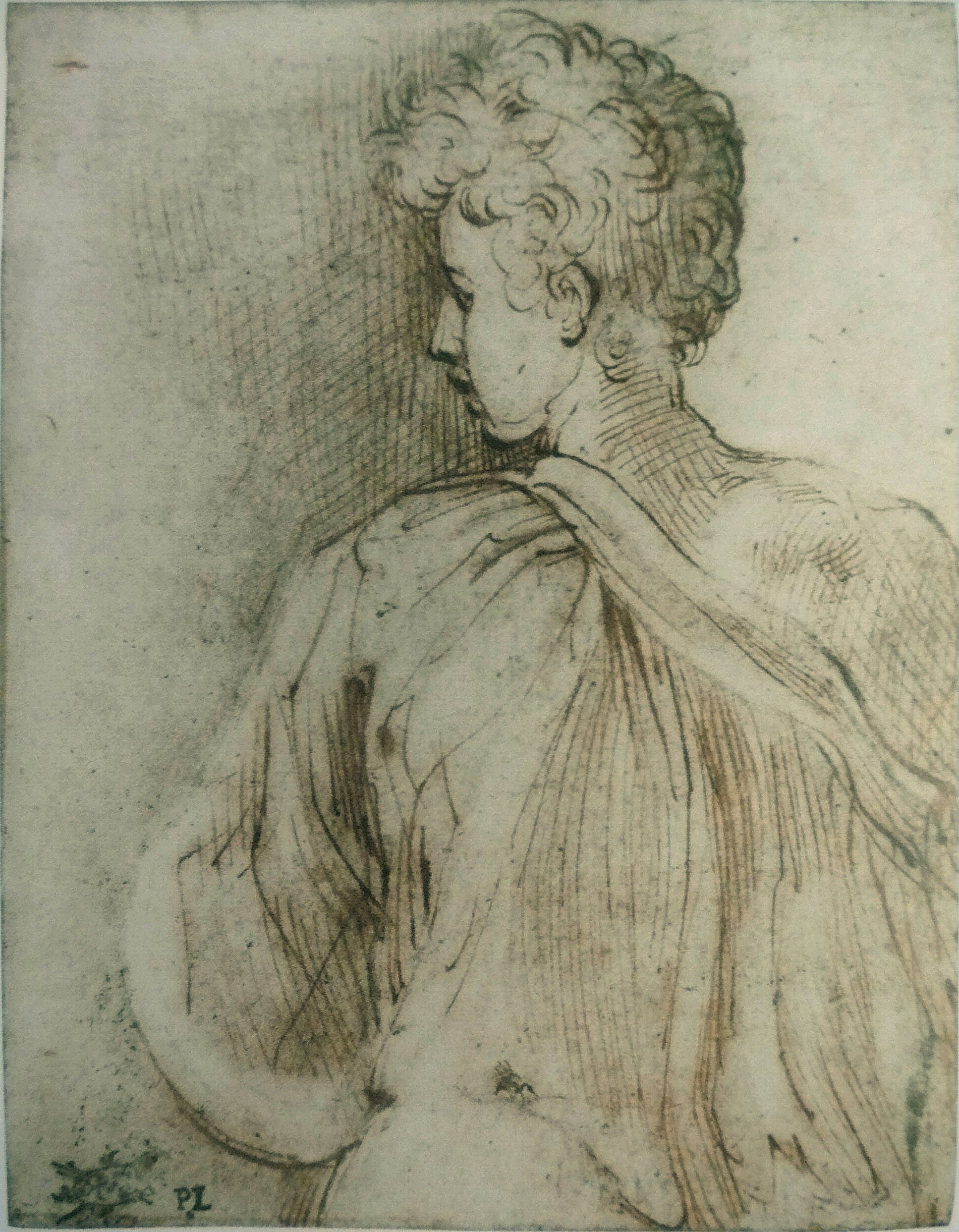
Франческо Парміджаніно, Хлопчик, вид ззаду, голова в профіль, 1520-ті роки.
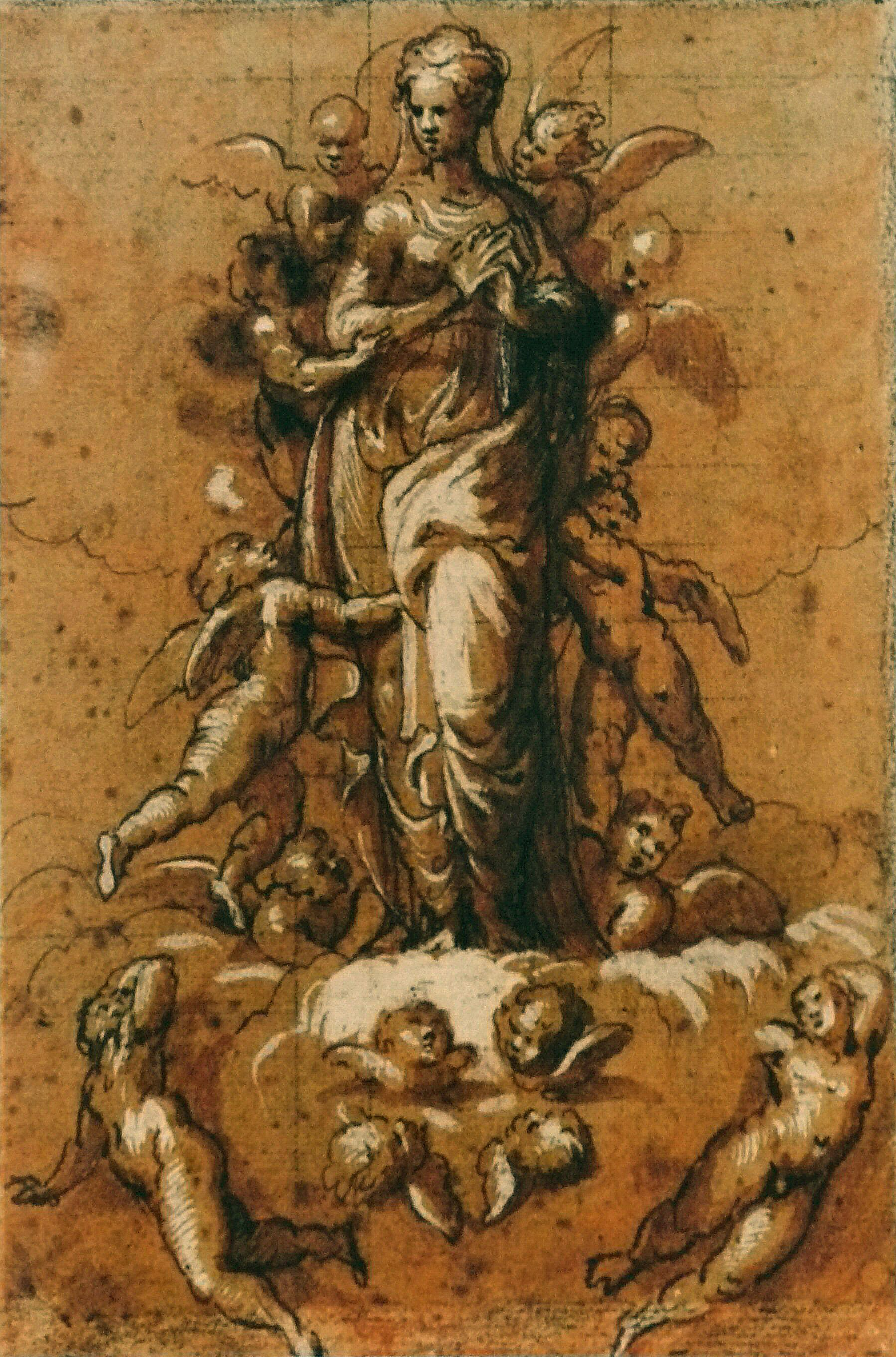
Бернардино Кампі, Непорочне зачаття, 1560-ті роки.
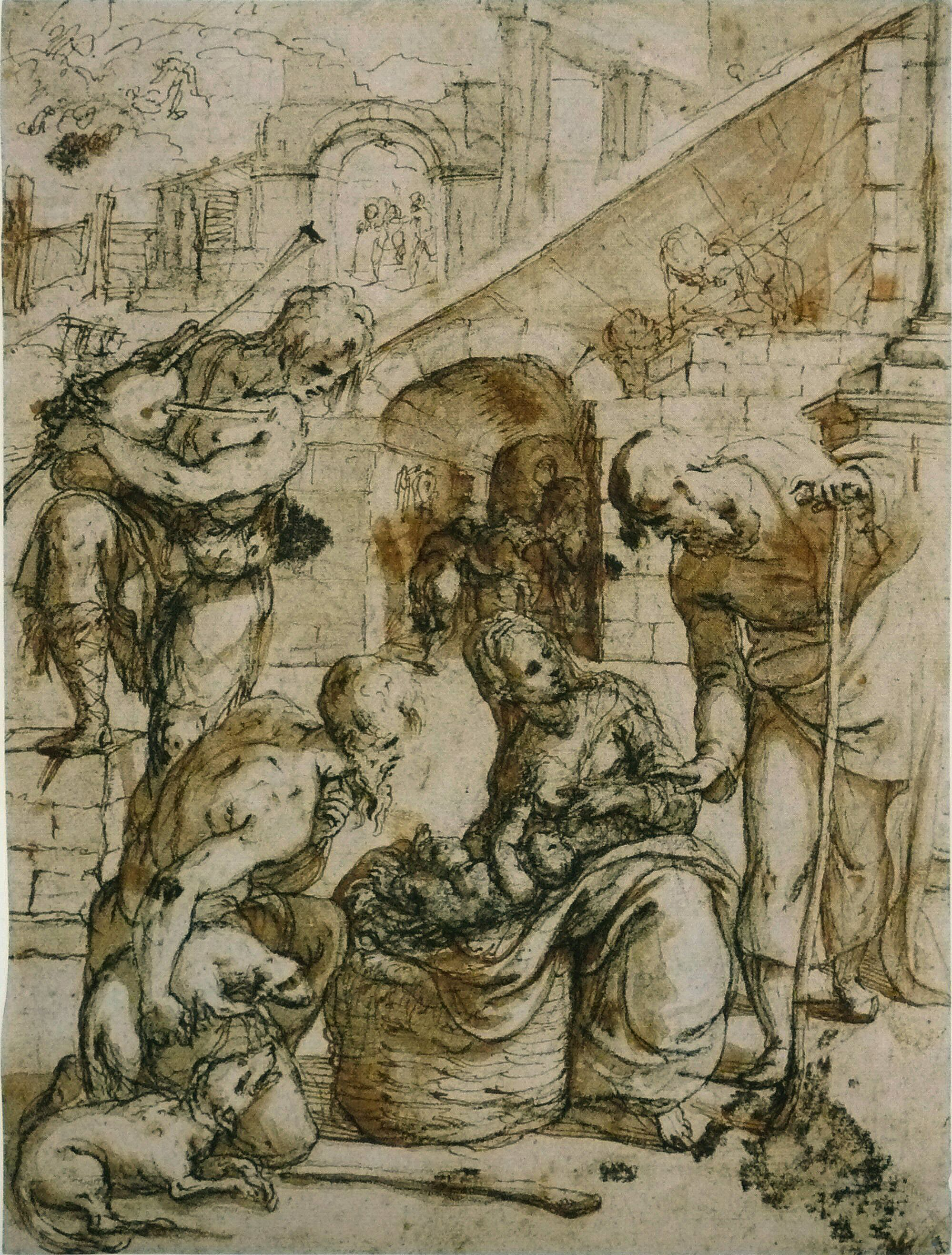
Карло Урбіно, Поклоніння пастухів, XVI століття.
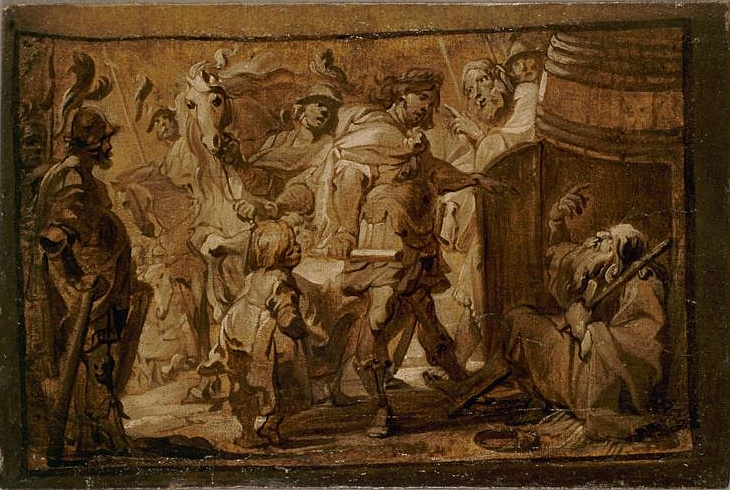
Антуан Саллаерт, Александр та Діоген, XVII століття..

## Гравюри

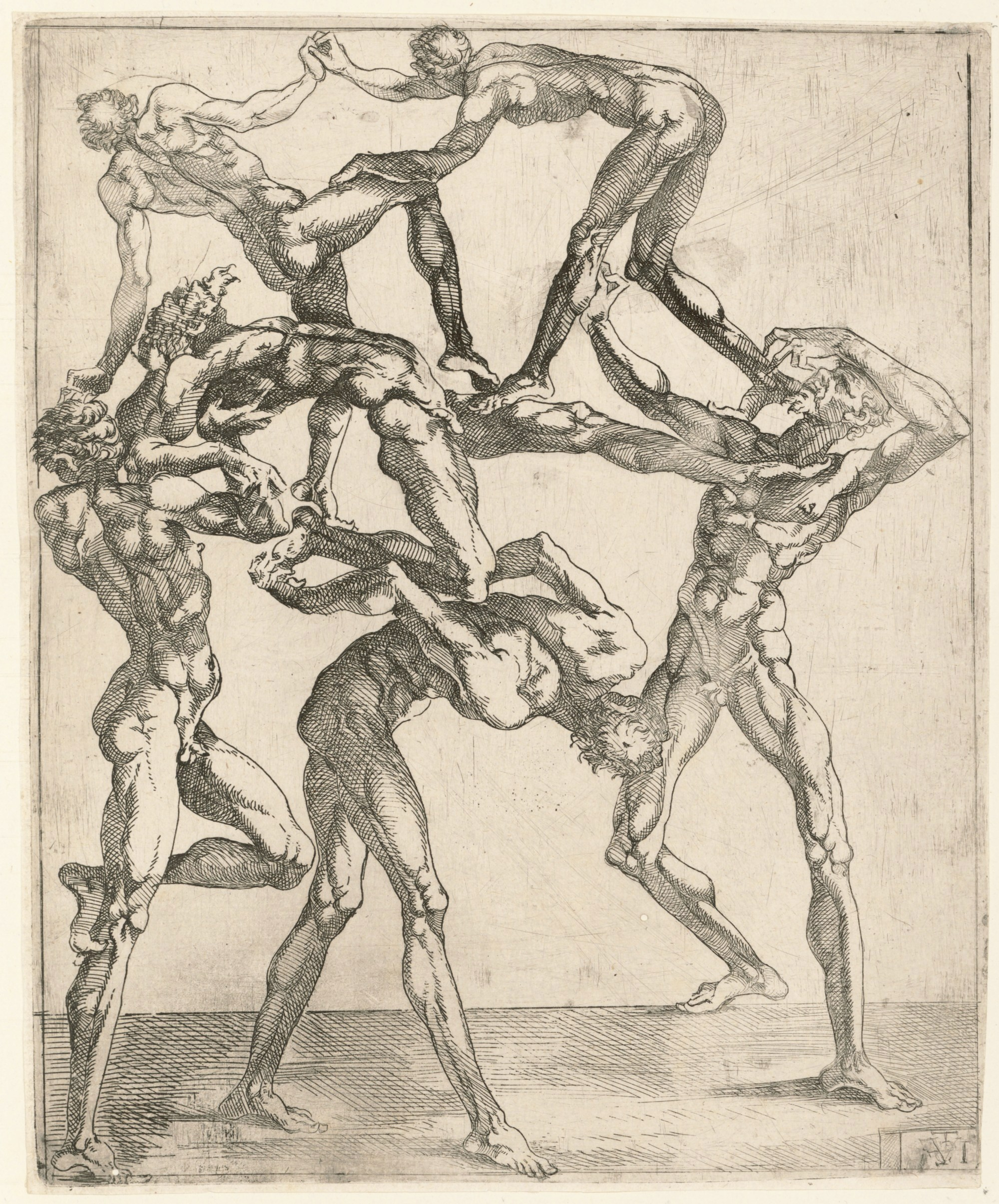
Жюст де Жюст, Піраміда з шести осіб, офорт, 1540-е.

Серед представлених художників — Альбрехт Дюрер, Лука Лейденський, Франческо Парміджаніно, Доменіко Беккафумі, Гендрік Гольціус, Агостіно Карраччі, Жак Калло, Клод Лоррен, Шарль Лебрен, Рембрандт, Якоб ван Рейсдал, Адріан ван Остаде, Антуан Ватто і Франсуа Буше.

## Предмети мистецтва
Колекція дуже різноманітна: предмети мистецтва з франкомовної Африки (починаючи з XVIII століття), з Малої Азії і Далекого Сходу, а також з Америки і Океанії. В цілому, неєвропейська колекція музею включає 3700 предметів, у тому числі японські естампи. Предмети європейської культури також присутні, хоча деякі періоди майже не представлені.

## Картини і скульптури з XIV по XVIII століття

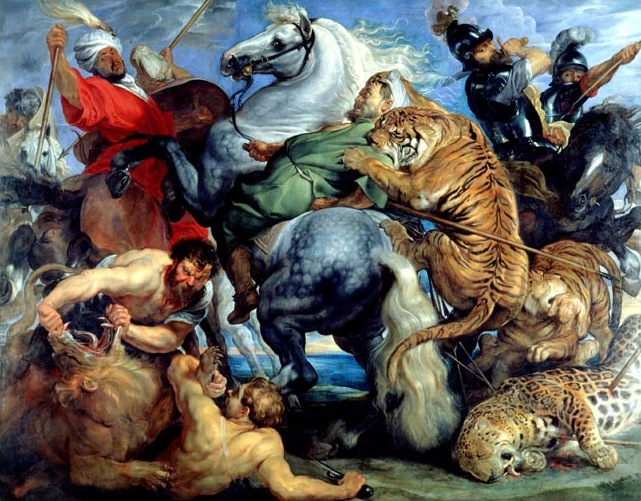
Рубенс, Полювання на тигрів і левів, 1617-1618

XIV століття представлене живописом Маріотто ді Нардо і двома панелями італійського примітивіста Ліппі ді Бенівіені. У музеї є деякі великі роботи XVI століття. Венеційську школу представляють, зокрема, Паріс Бордоне (Святий Іоанн Хреститель увінчує ягня квітами), Паоло Веронезе (Персей рятує Андромеду) і Леандро Бассано. Знаменита Жінка між двома віками школи Фонтенбло і картина Святий Лука малює Богородицю Мартена ван Гемскерка є двома основними творами колекції цього століття.
Серед найвідоміших художників XVII століття — Любен Божен (кілька картин, у тому числі Чаша з фруктами, один з його чотирьох відомих натюрмортів), Клод Віньон, Франсуа Пер'є, Філіпп де Шампань (Каяття Магдалини, 1657 р. та Христос в оливковому саду), Луї Лєнен, Жак Стелла, Есташ Лесюер, Лоран Лагір, Шарль Лебрен (Зняття з хреста, близько 1679 року), Ноель Куапель, Шарль де Лафос, Жан Жувене та особливо Жорж де Латур з його знаменитим Новонародженим.
З скульптурних робіт особливо помітні чудові барельєфи Антуана Куазево, які раніше прикрашали постамент статуї Людовика XIV, яка була знесена під час революції.
У музейну колекцію входять твори великих майстрів живопису, таких як Лодовіко Каррачі, Гверчіно (Саломія отримує голову святого Іоанна Хрестителя), П'єтро да Кортона, Гвідо Рені та Лука Джордано (Мучеництво Святого Лаврентія). Картини золотої доби Іспанії були відсутні в колекціях музею до січня 2014 року, коли була придбана рання робота Хосе де Рібери, Святий Тадей (близько 1609—1610), у 2015 році музею була подаровано ще одна робота іспанського майстра, Святий Матвій, з тієї ж серії.
У музеї експонуються полотна XVIII століття Олександра-Франсуа Депорта, Жана Ресту (Христос в оливковому саду), Франческо Казанови та полотна менших форматів Шардена, Франческо Гварді, Греза, Шарля ван Лоо та Франсуа Буше, але також набір начерків Франческо Солімена (Прибуття Христофора Колумба до Америки, 1715), Джакомо дель По, Коррадо Джаквінто, Габріеля-Франсуа Дуаєна (ескіз Смерть Вірджинії, 1756—1758) і Франсуа-Андре Венсана. Модель статуї Людовіка XV Жана-Батіста Леммуана і Мірабо Десейна представляють світ скульптури.

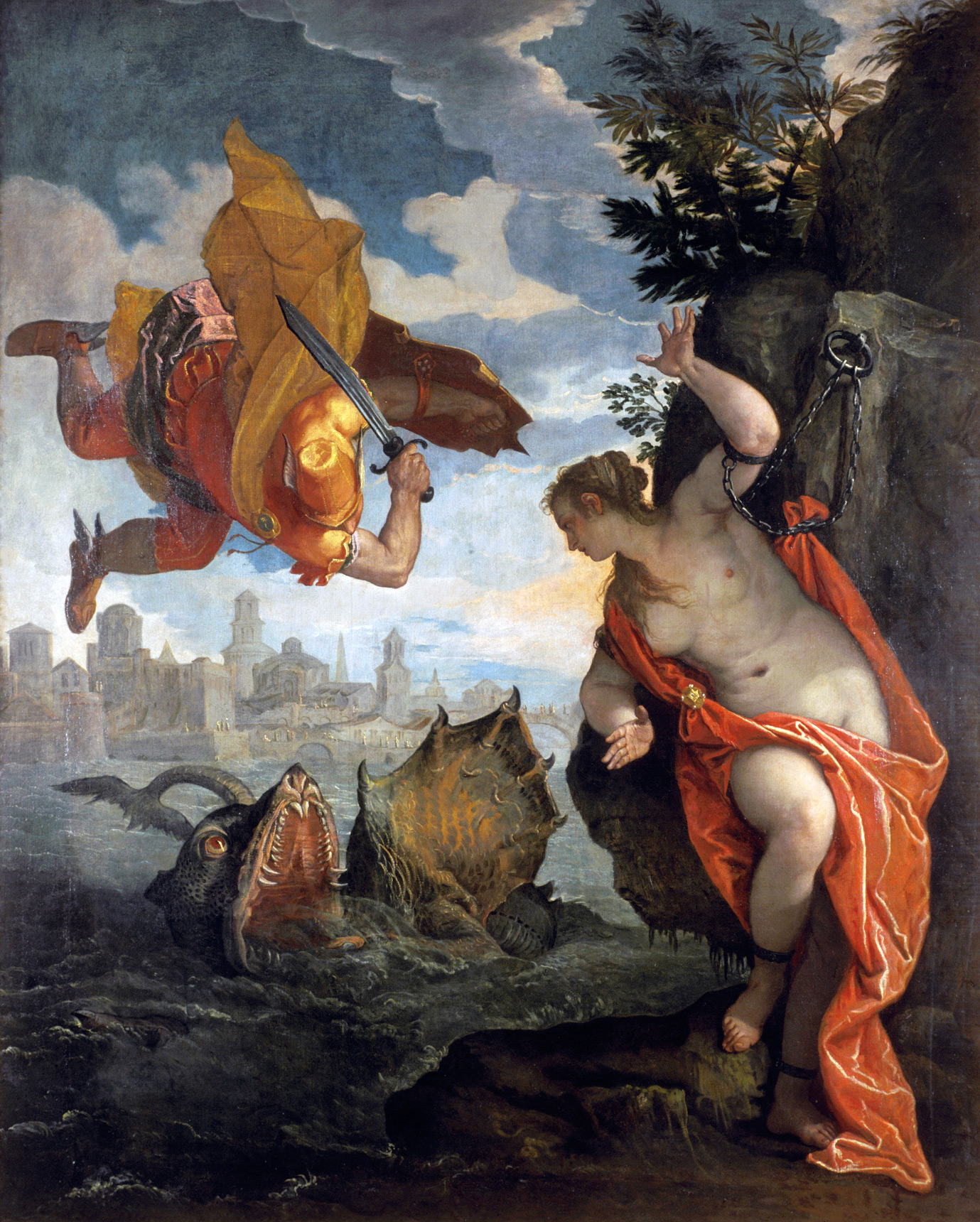
Паоло Веронезе, Персей рятує Андромеду, 1576-1578.
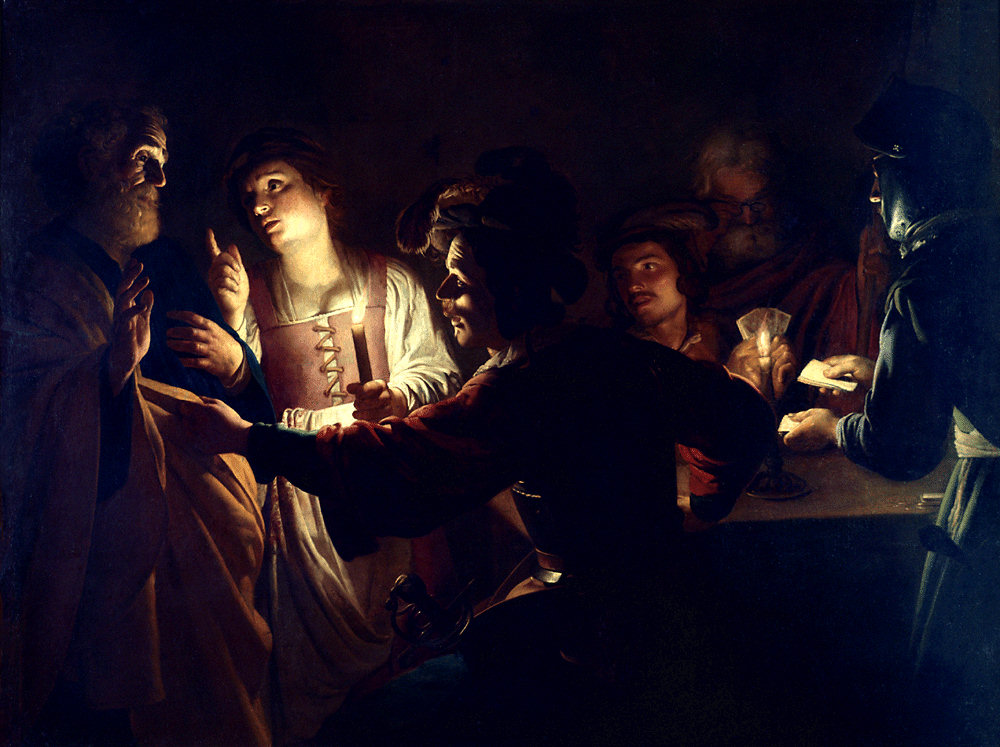
Герріт ван Гонтгорст, Відмова Святого Петра, між 1612 і 1621.
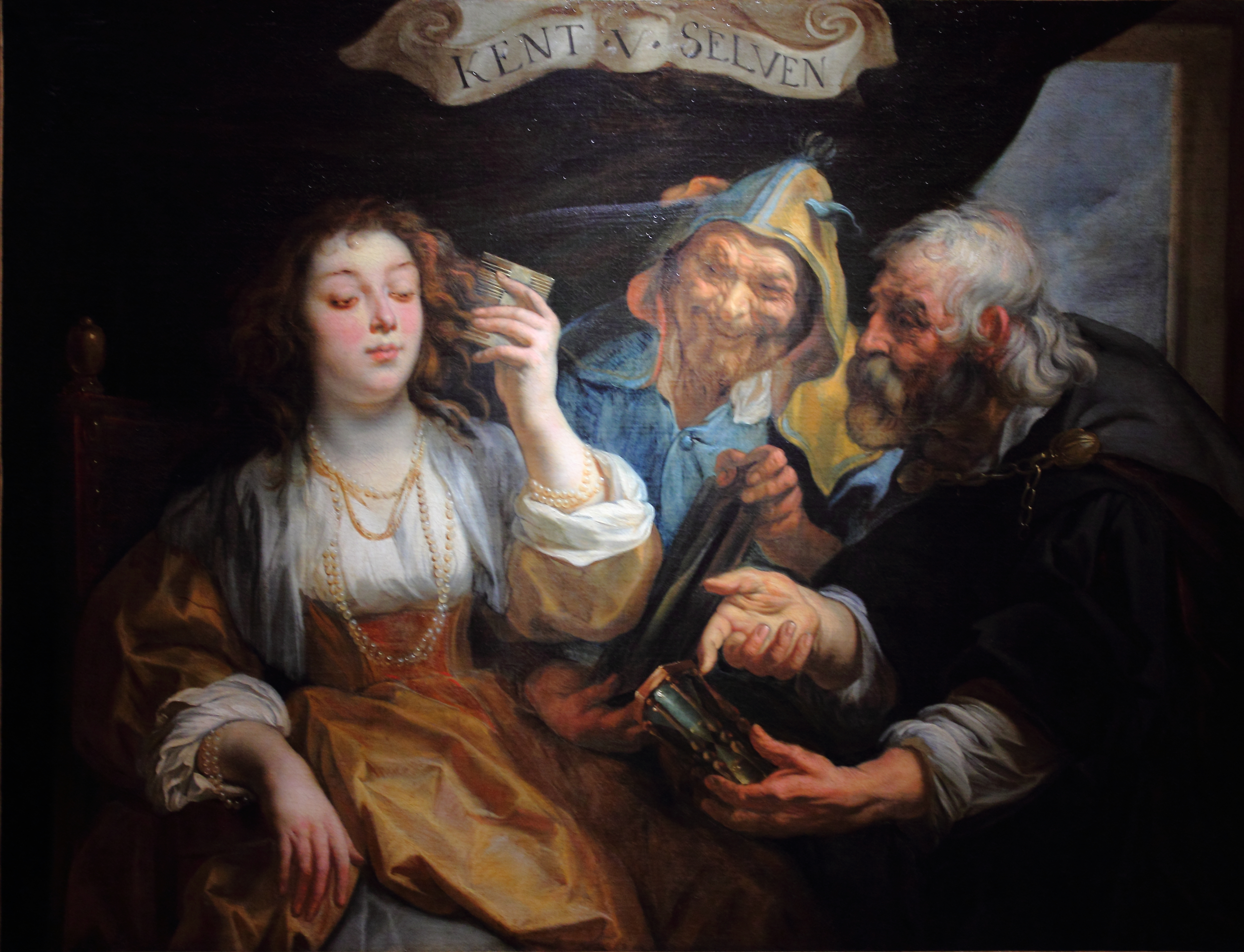
Якоб Йорданс, Знай себе, між 1618 і 1620.
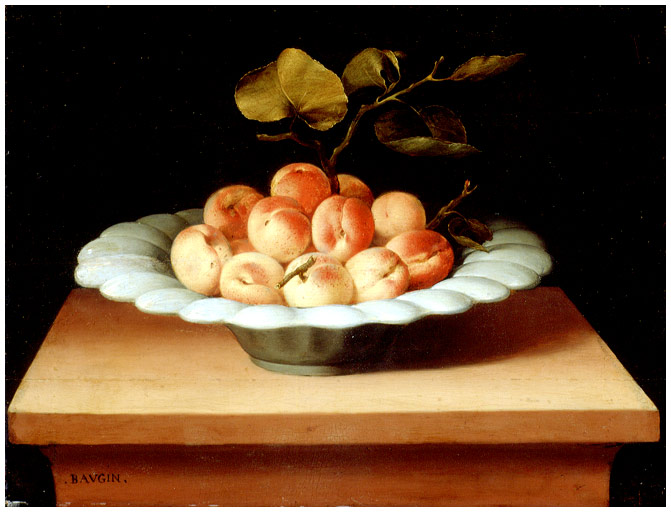
Любен Божен, Чаша фруктів.
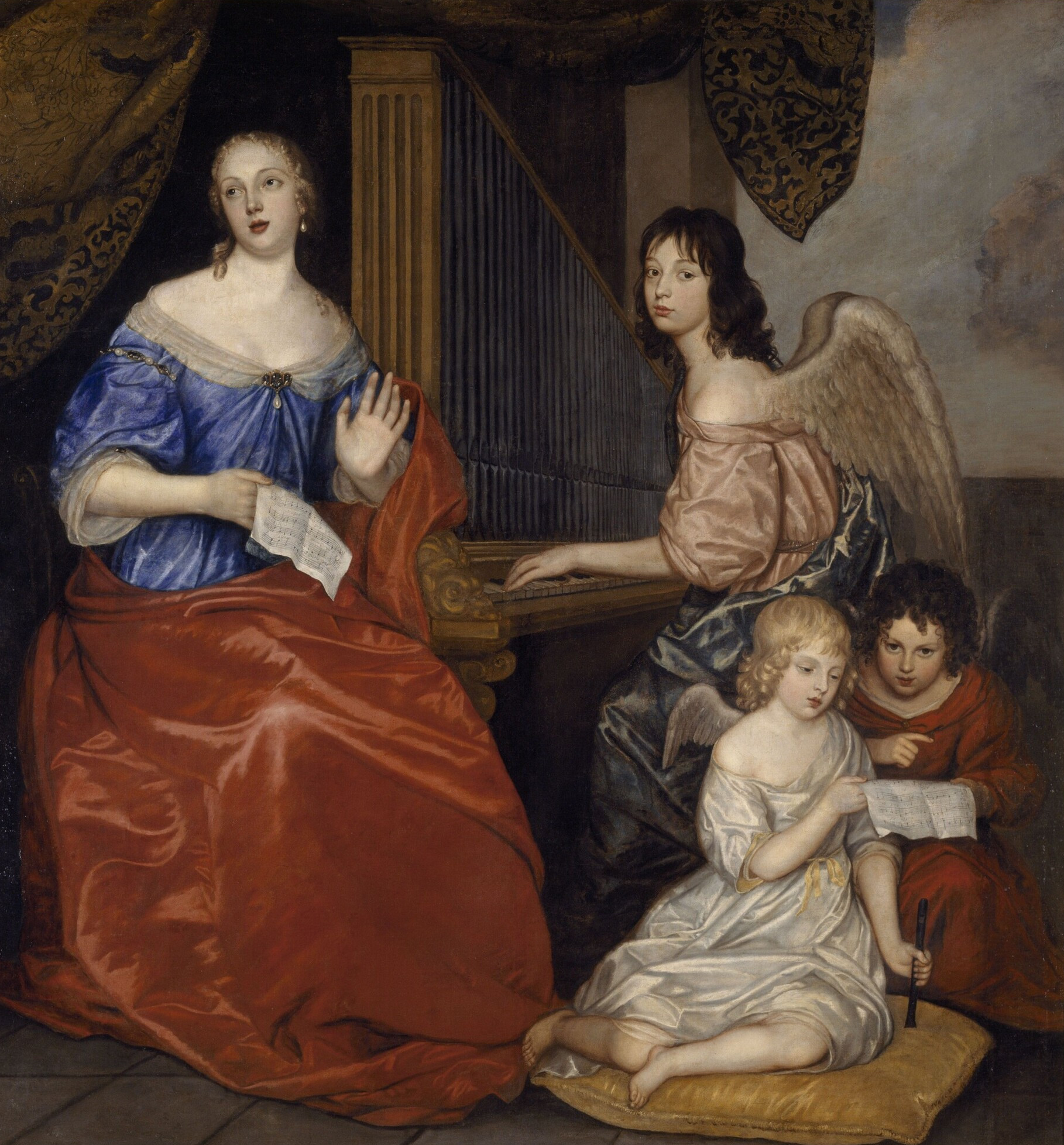
Пітер Лелі, Луїза де Ла Вальєр та її діти, друга половина XVII століття.
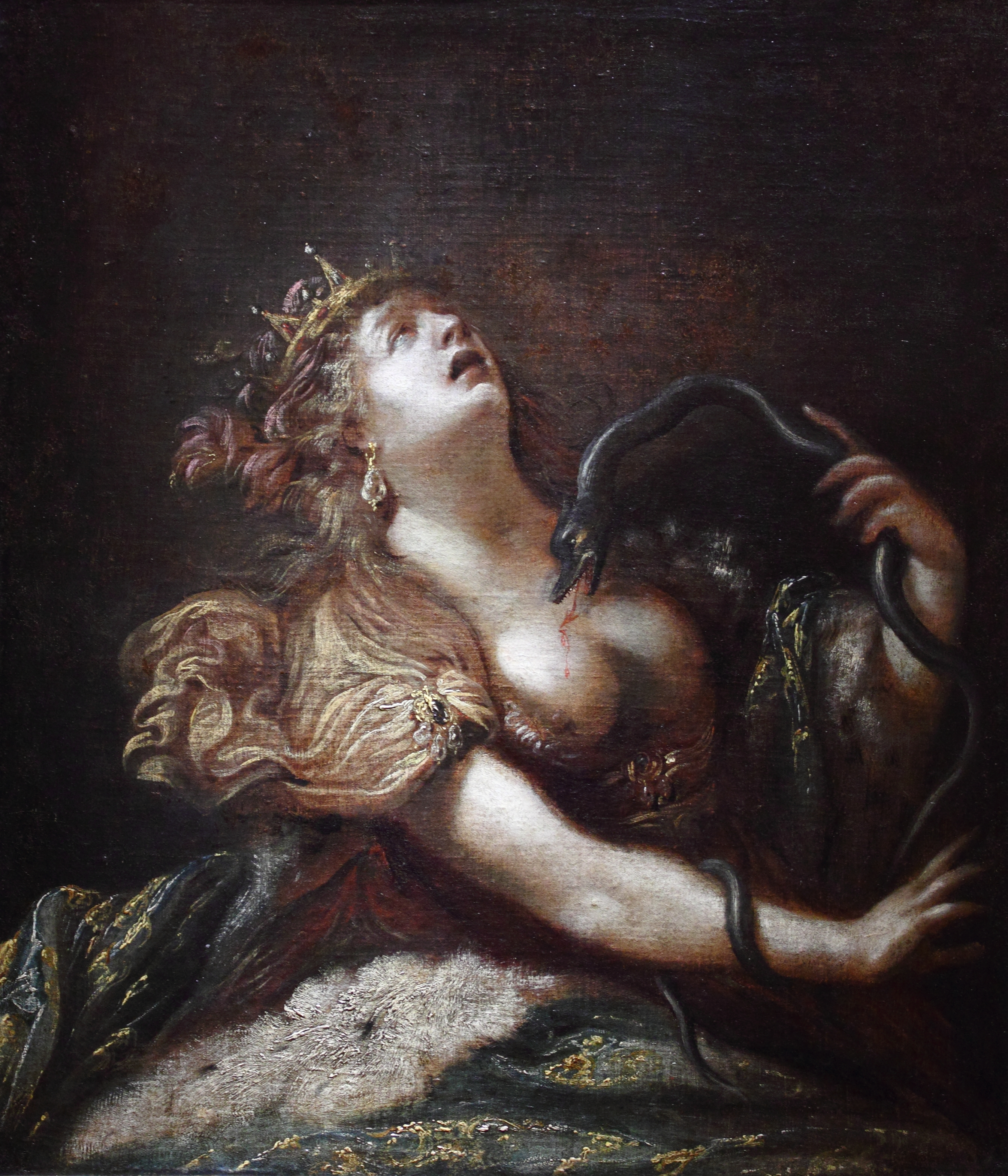
Клод Віньон, Самогубство Клеопатри, близько 1640 року.
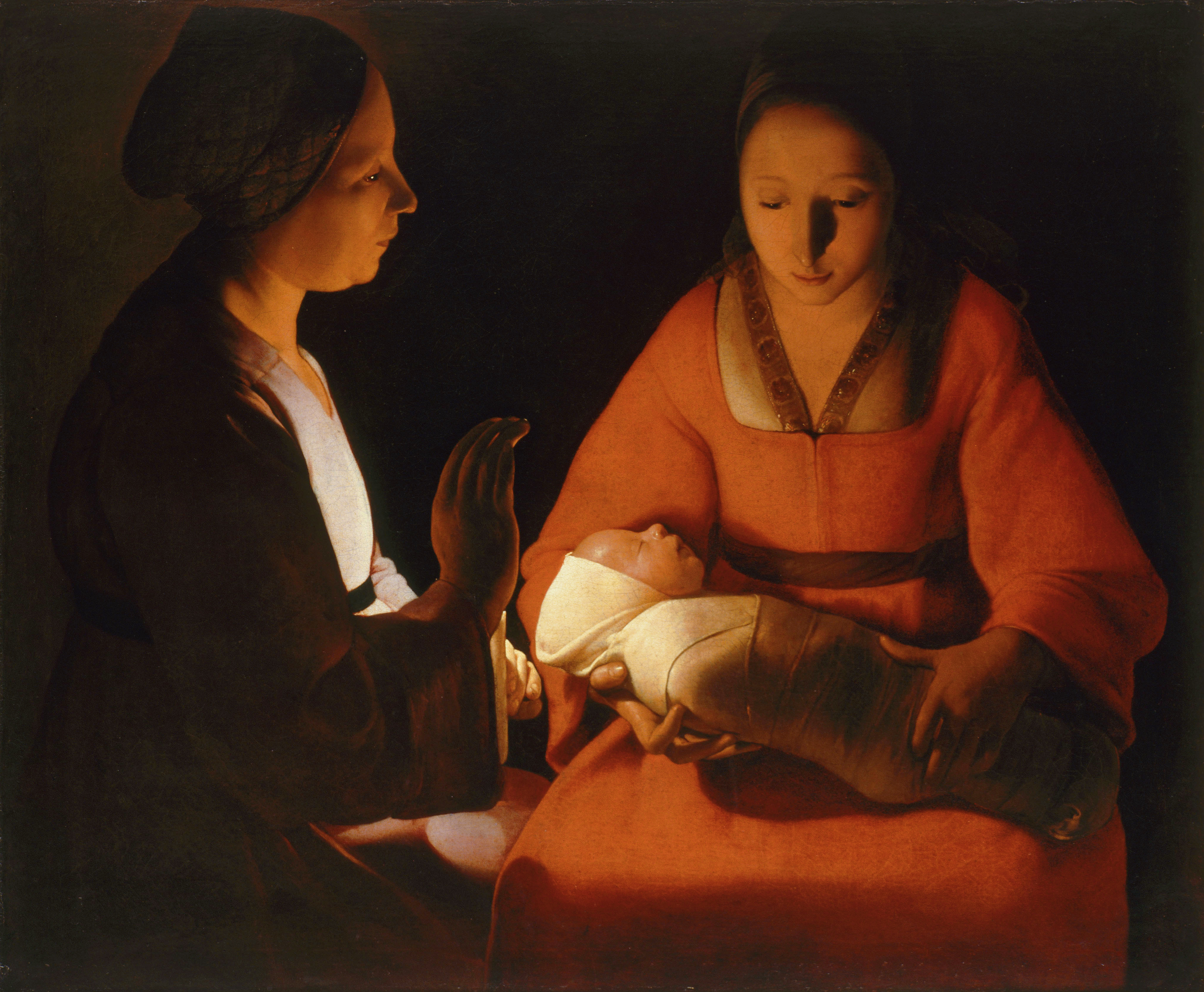
Жорж де Латур, Новонароджений, 1645-1648.
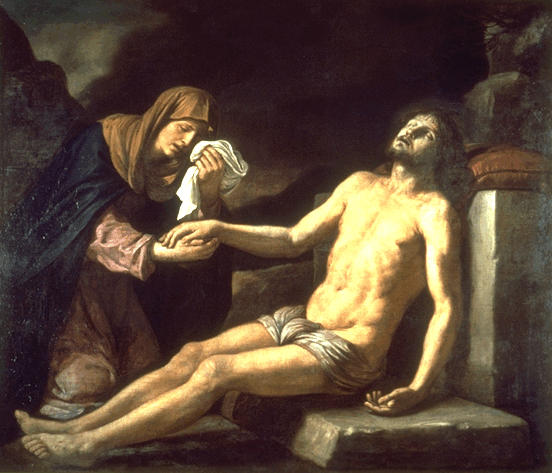
Гверчіно, П'єта, близько 1640 року.
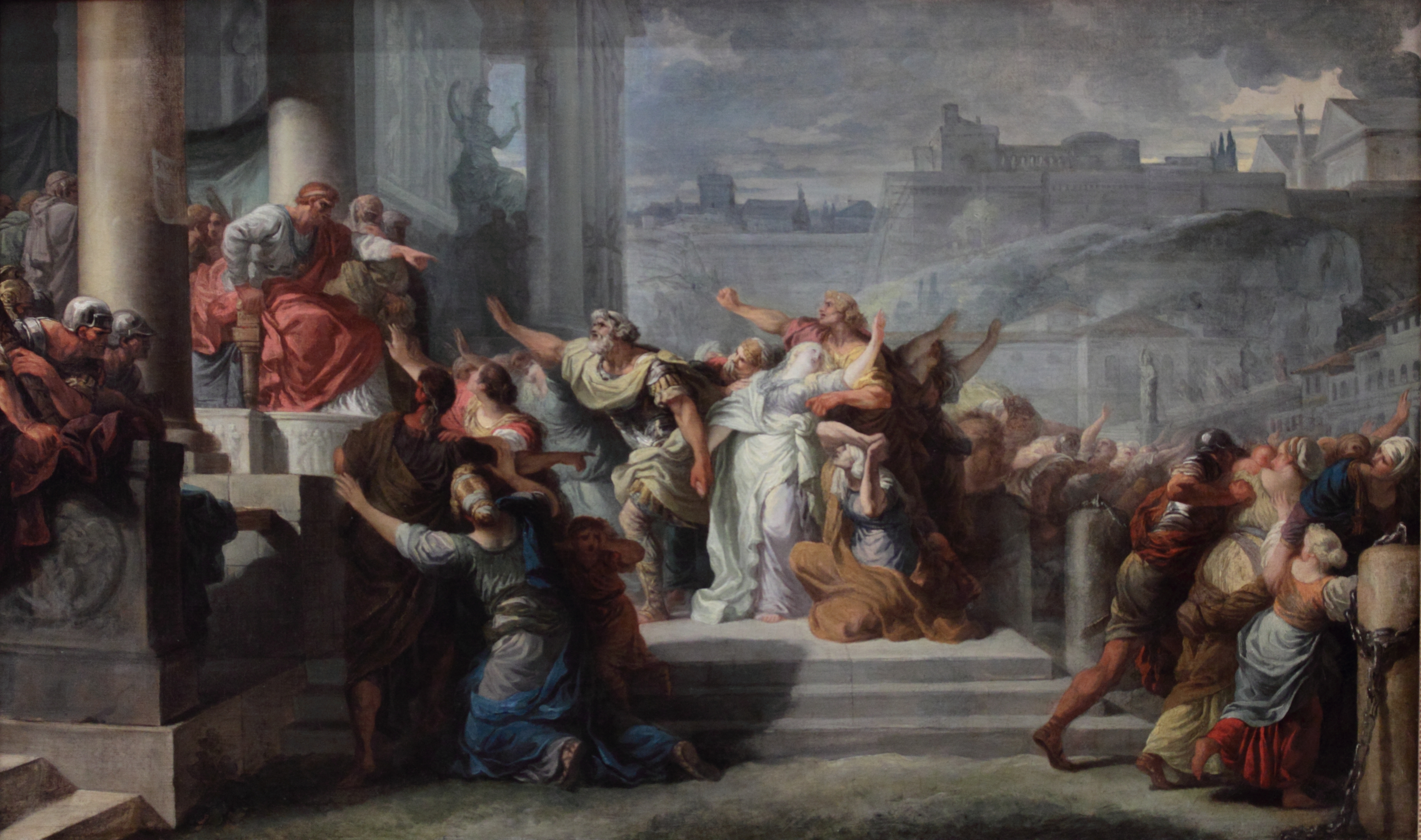
Габріель-Франсуа Дуаєн, Смерть Вірджинії, 1756-1758
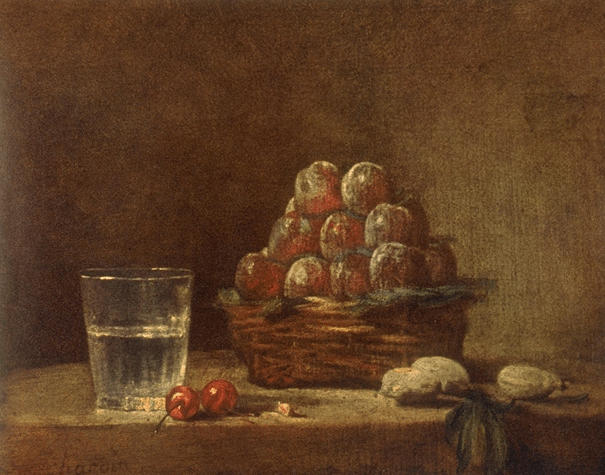
Жан Батист Шарден, Кошик зі сливами, близько 1759 року.

## Живопис та скульптура XIX-XX століття
Найвідоміші художники першої половини XIX століття, представлені в музеї, — Чарлз Мен'є, Амаурі-Дюваль та Леон Кон'є, другій половині століття — Каміль Коро, Ежен Буден та Йоган Бартольд Йонкінд, Гюстав Кайботт (Переселення та ескіз Мосту Європи), Альфред Сіслей, Оділон Редон (Погляд, профіль людини), Еміль Бернар. Музей має прекрасну колекцію картин Наві, Поля Серюз'є, Жоржа Лакомба, Поля Рансона, Моріса Дені. Колекція сучасного живопису включає в себе твори Сема Френсіса, Жана Куі, Аурелі Немурс та Женев'єви Ас.

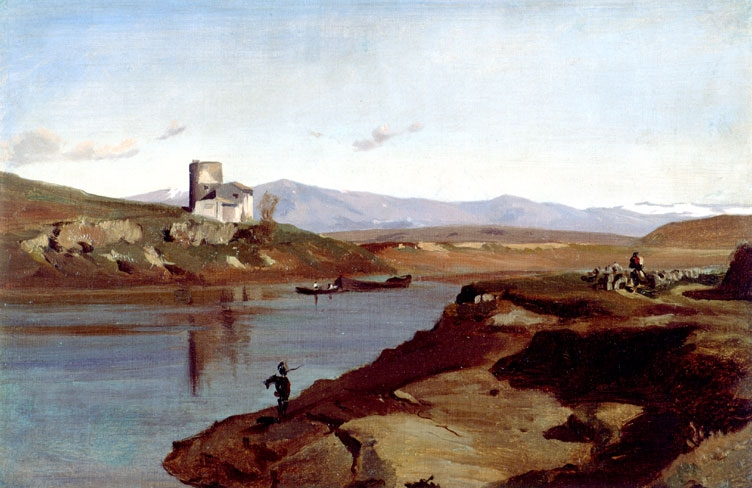
Жан-Ахіл Бенувілл, італійський пейзаж.
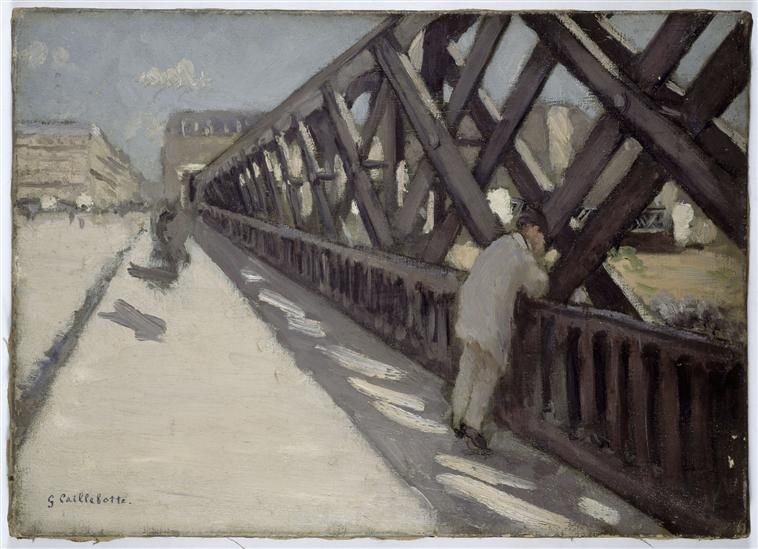
Гюстав Кайботт, Міст Європи (близько 1876 року, ескіз).
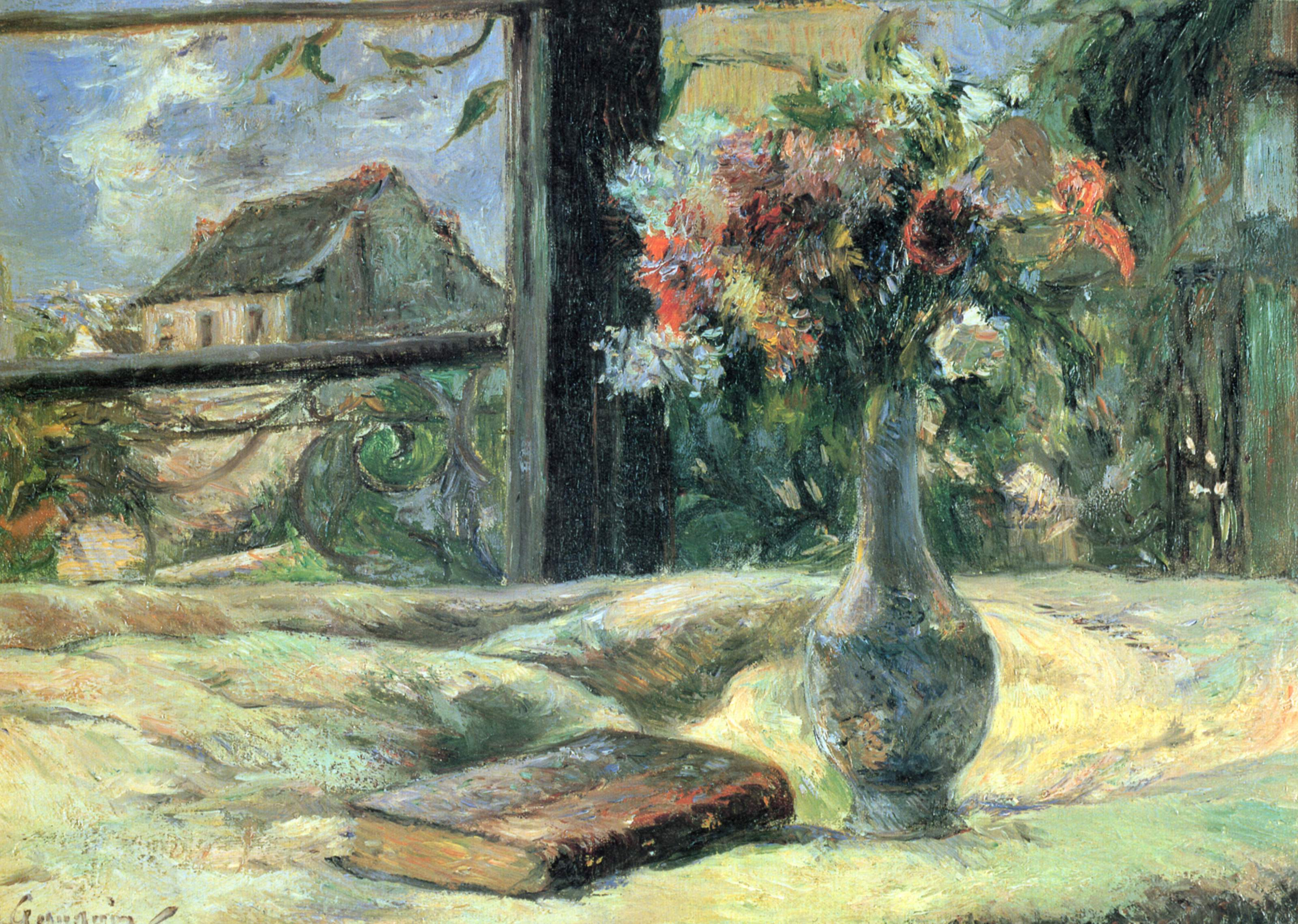
Поль Гоген, Ваза з квітами біля вікна, 1881.
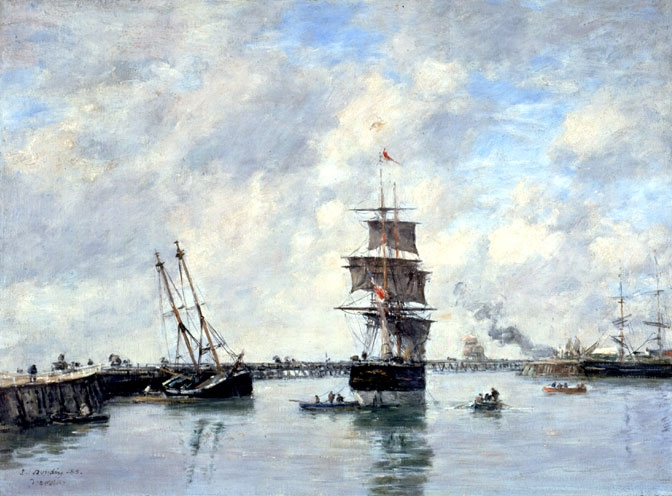
Ежен Буден, Трувіль, причали, висока вода, 1885.
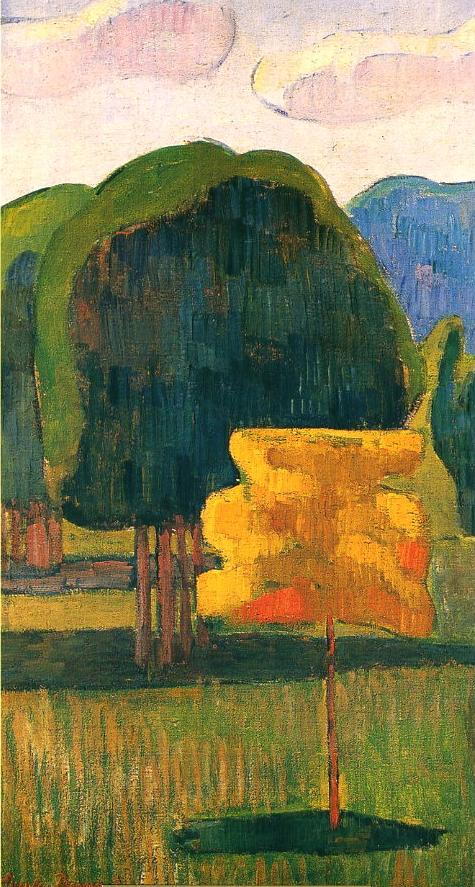
Еміль Бернар, Жовте дерево, 1888.
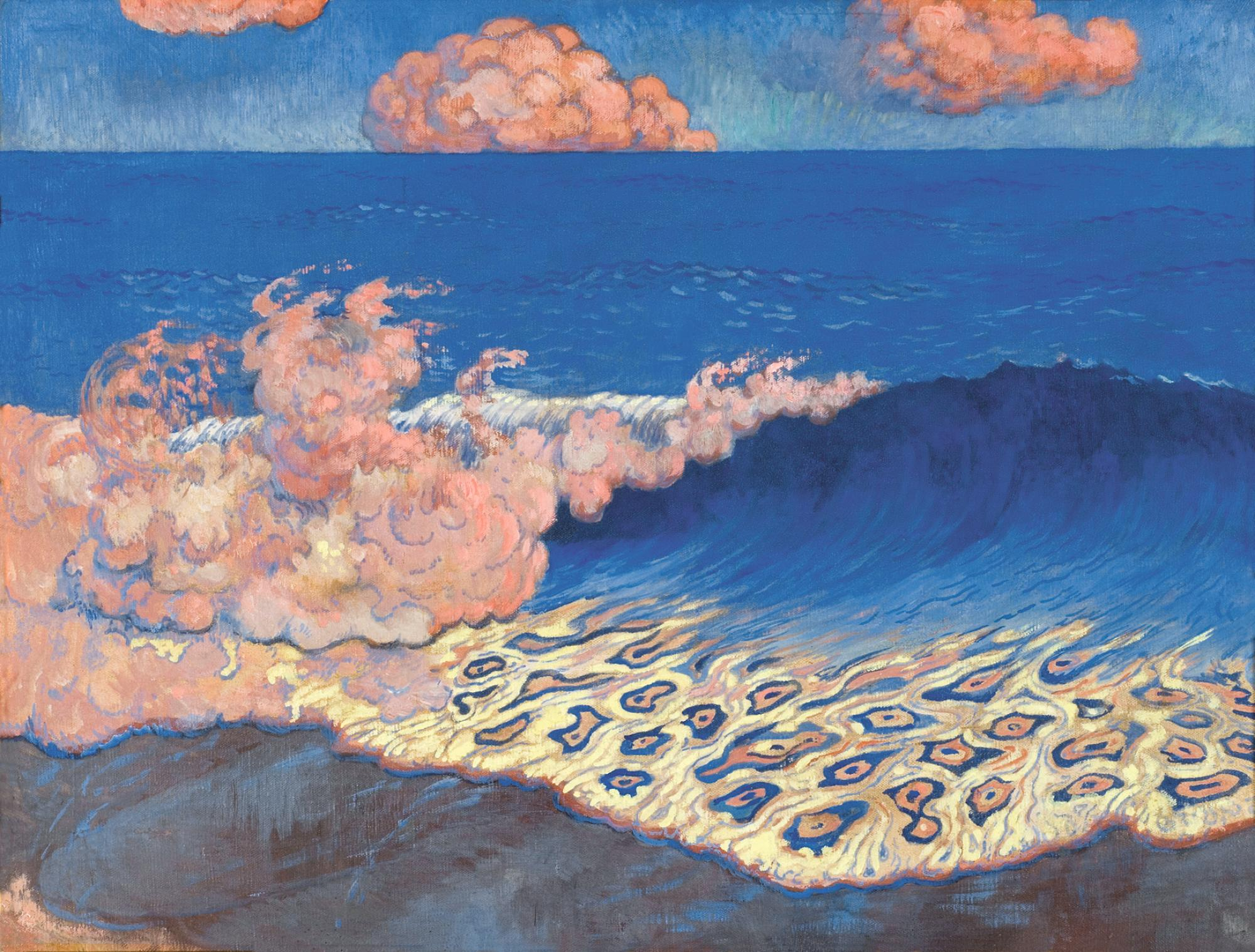
Жорж Лакомб, Синє море, хвильовий ефект, 1893.

Скульптура представлена роботами Лоренцо Бартоліні (Наполеон-Еліса Бачіоккі та її собака, мармур, 1812), Жана Прад'є, П'єра Гурделя (бюст Поля Девланта), Шарля Джозефа Ленуара, Луї-Ернеста Барріа, Альфреда Бушера, Огюста Родена (Бюст молодої жінки, мармур) і Жермена Ріш'є (Помона, бронза, 1945).

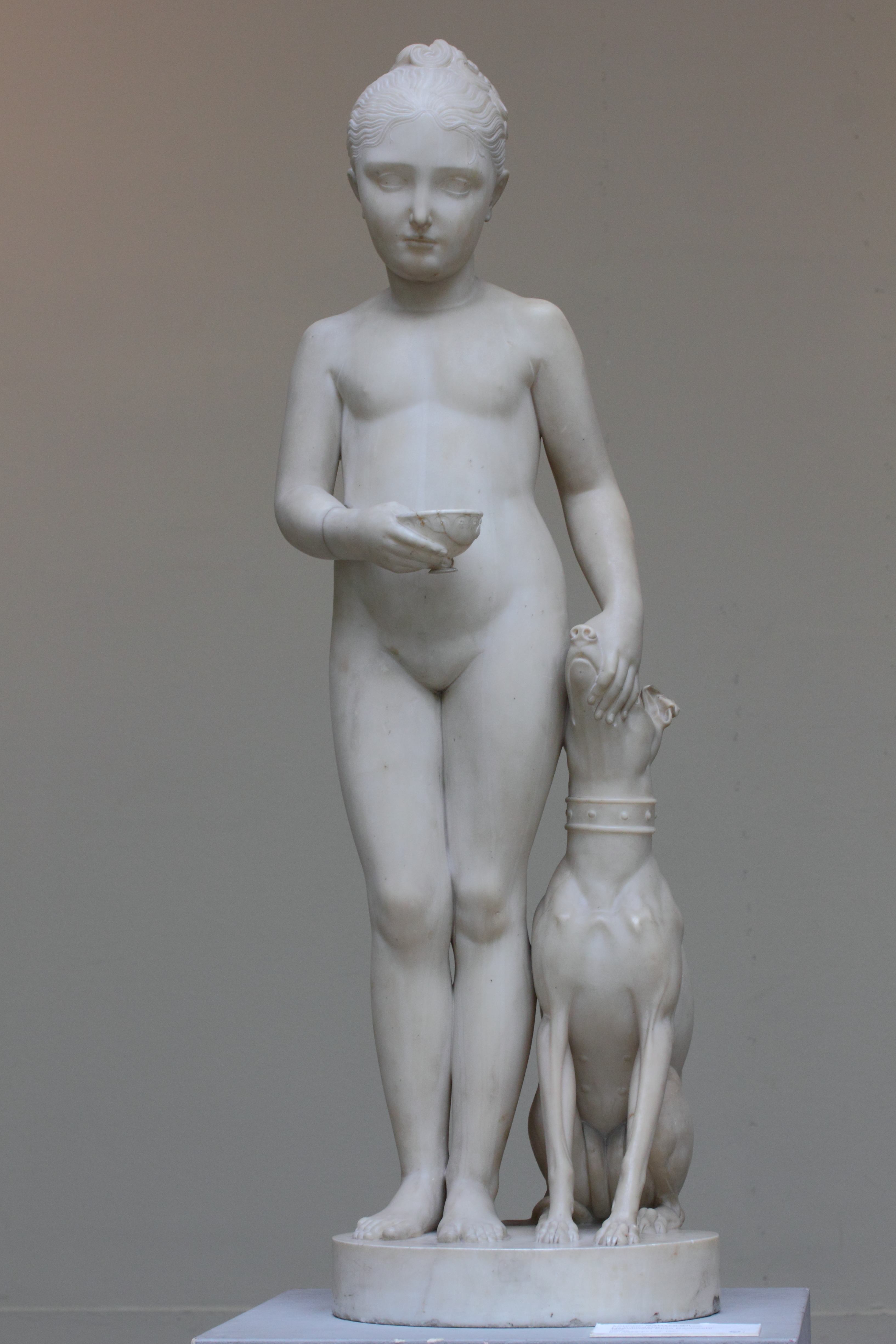
Лоренцо Бартоліні, Наполеон-Еліса Бачіоккі та її собака, 1812, мармур.
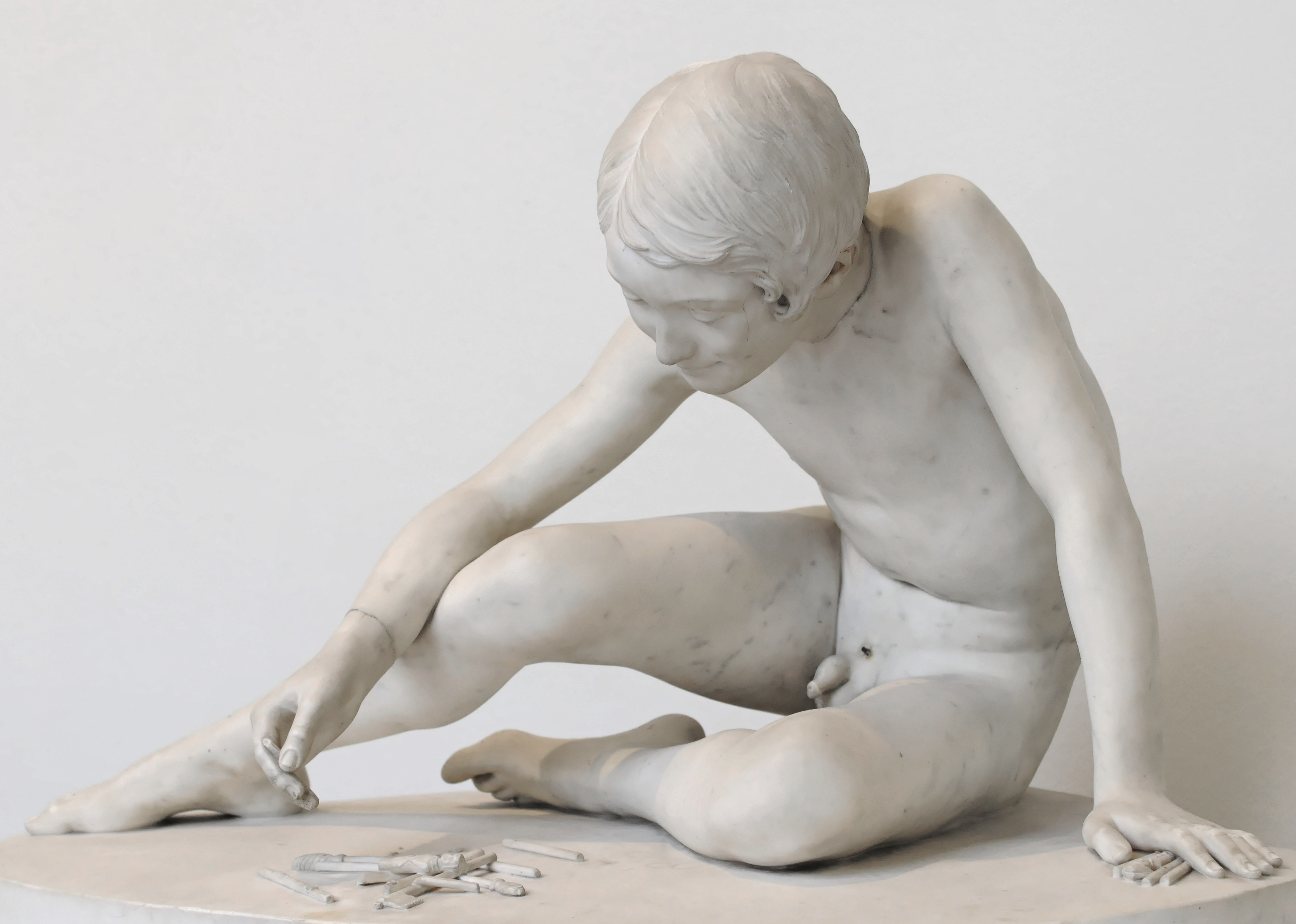
Жульєн-Шарль Дюбуа, Гравець першості, 1842, мармур.
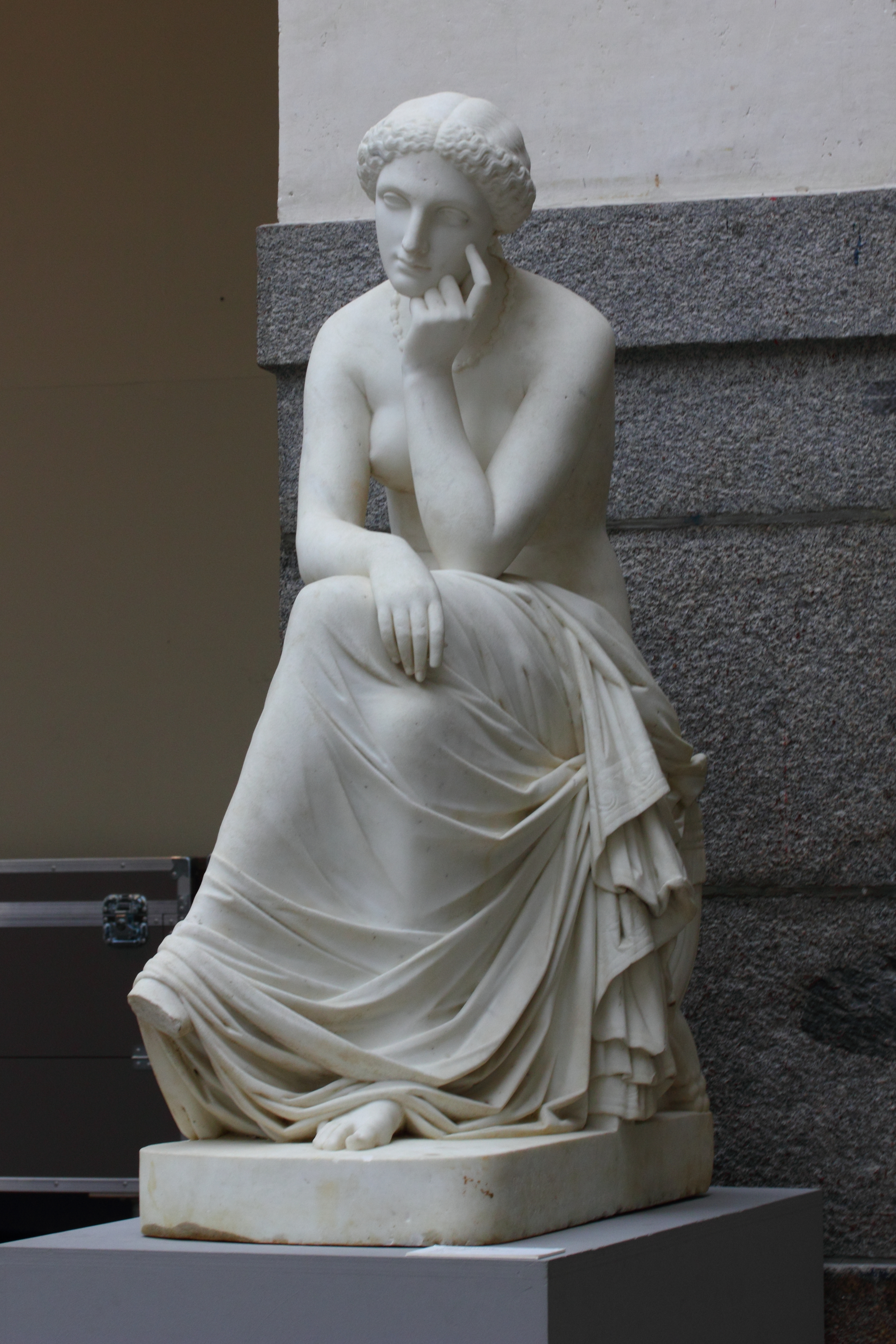
П'єр Траво, Мрії, 1855, деталь.
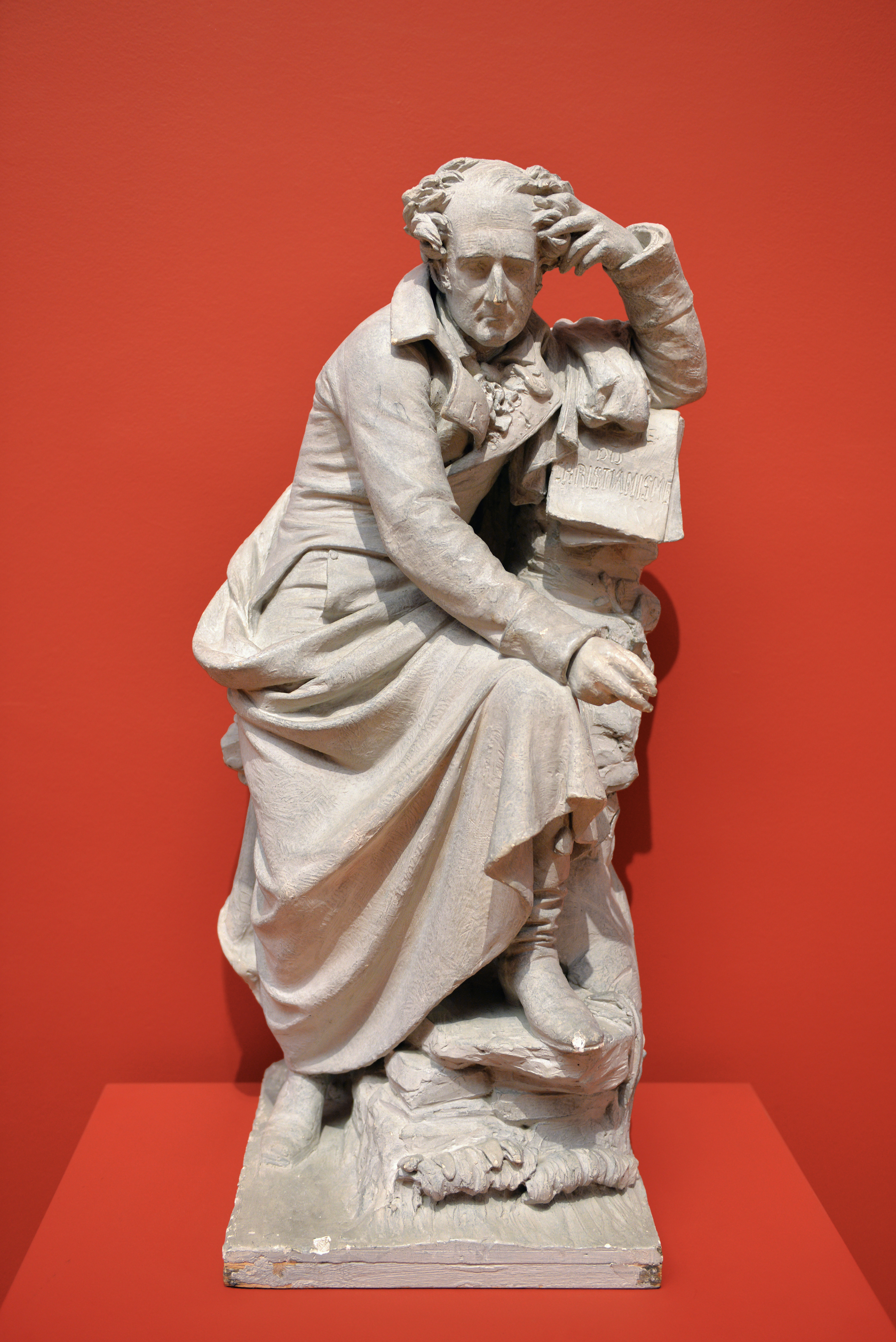
Еме Мілле, Шатобріан, 1875, деталь.
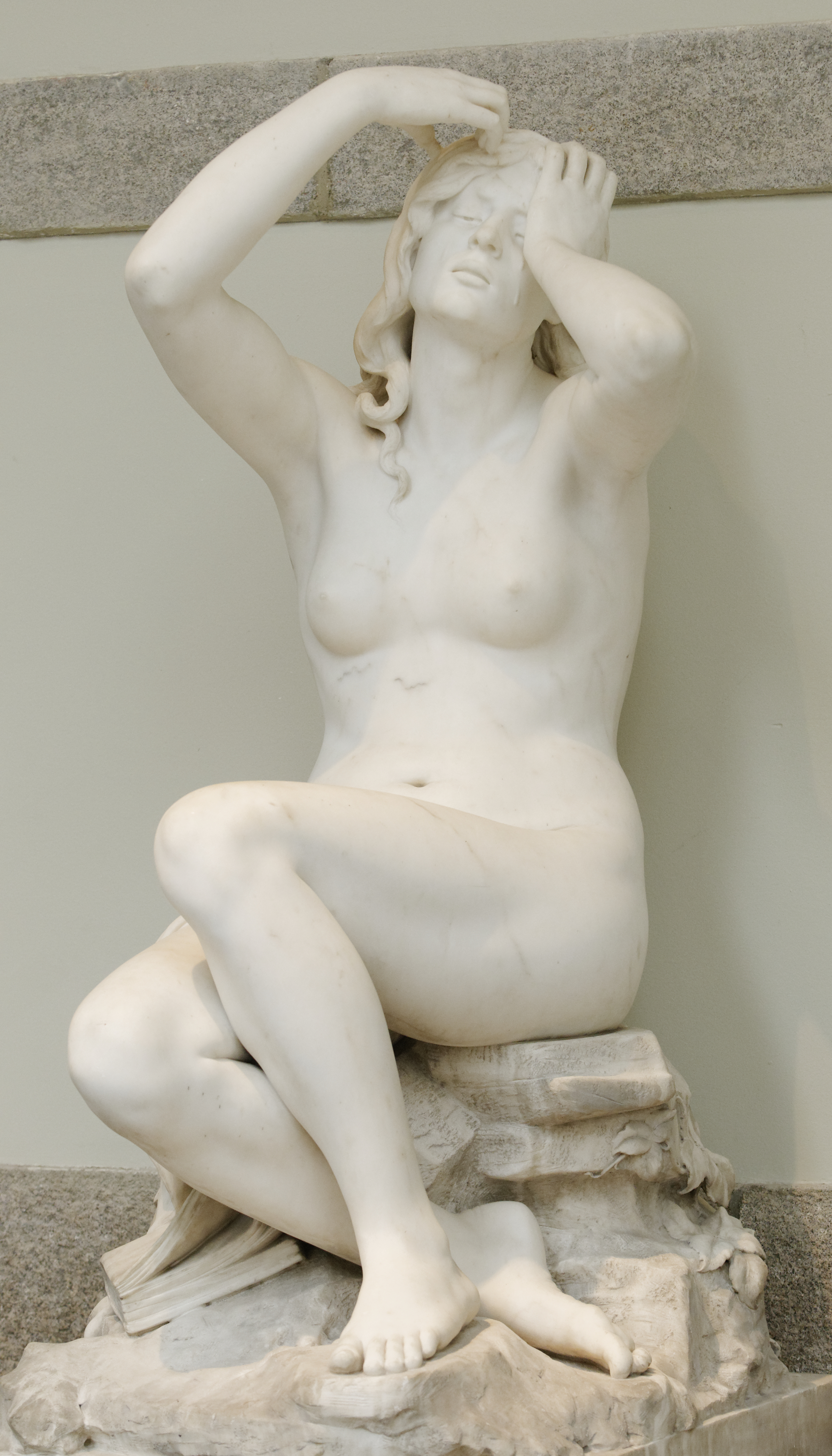
Еммануель Доліве, Мадлен, 1886.
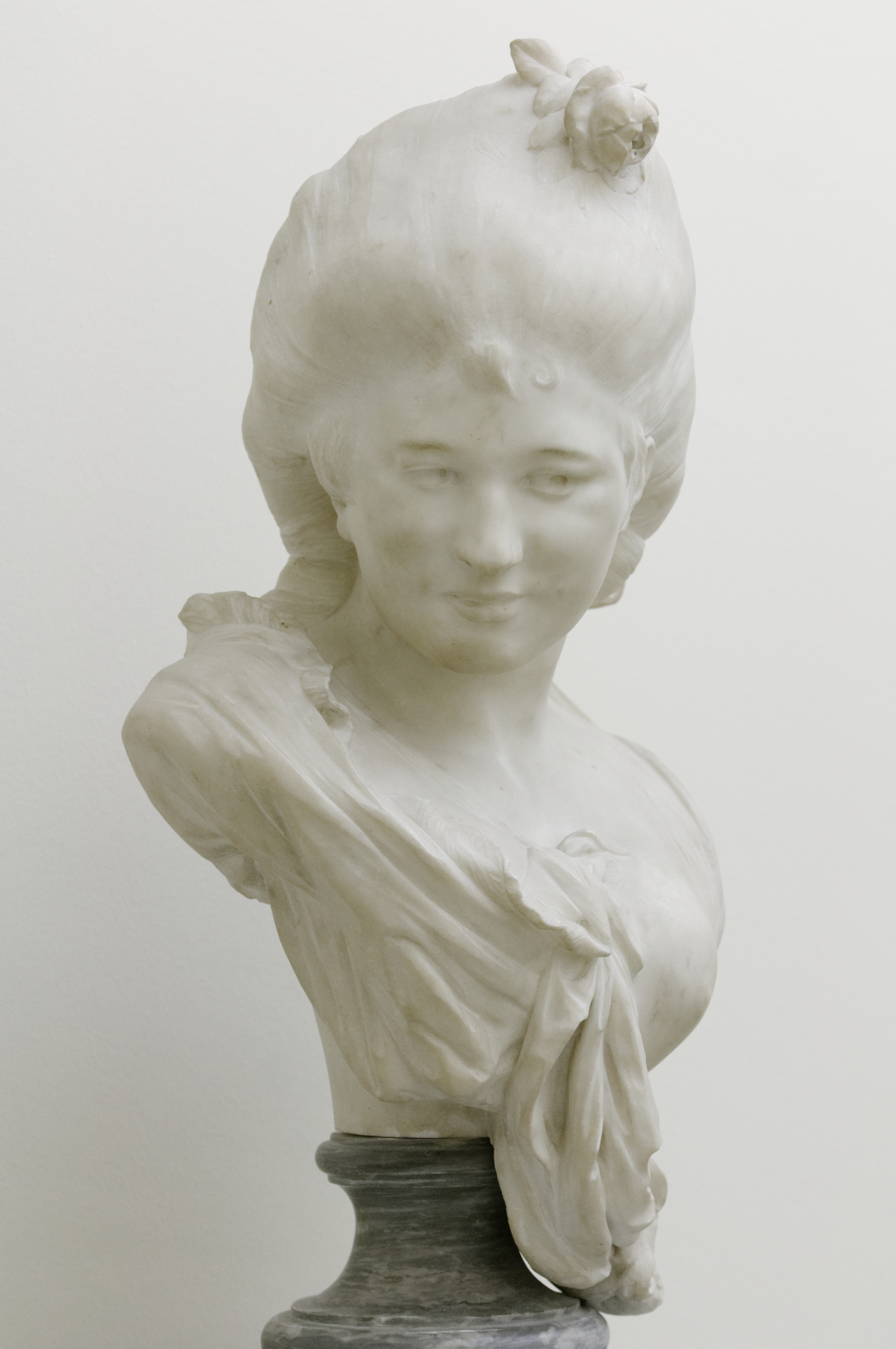
Огюст Роден , Бюст молодої жінки.
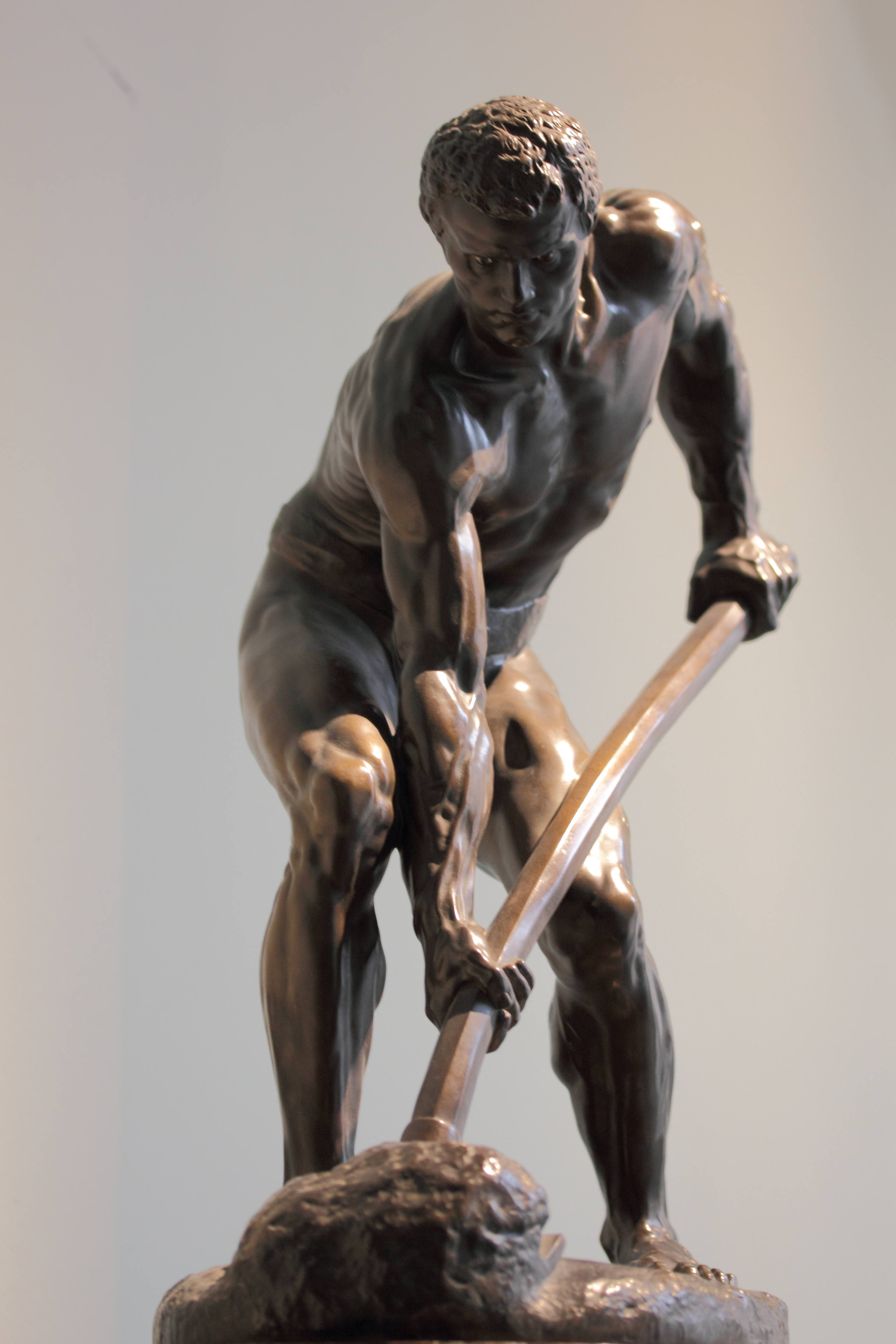
Альфред Бушер, Землекоп (Le Terrassier), 1890.
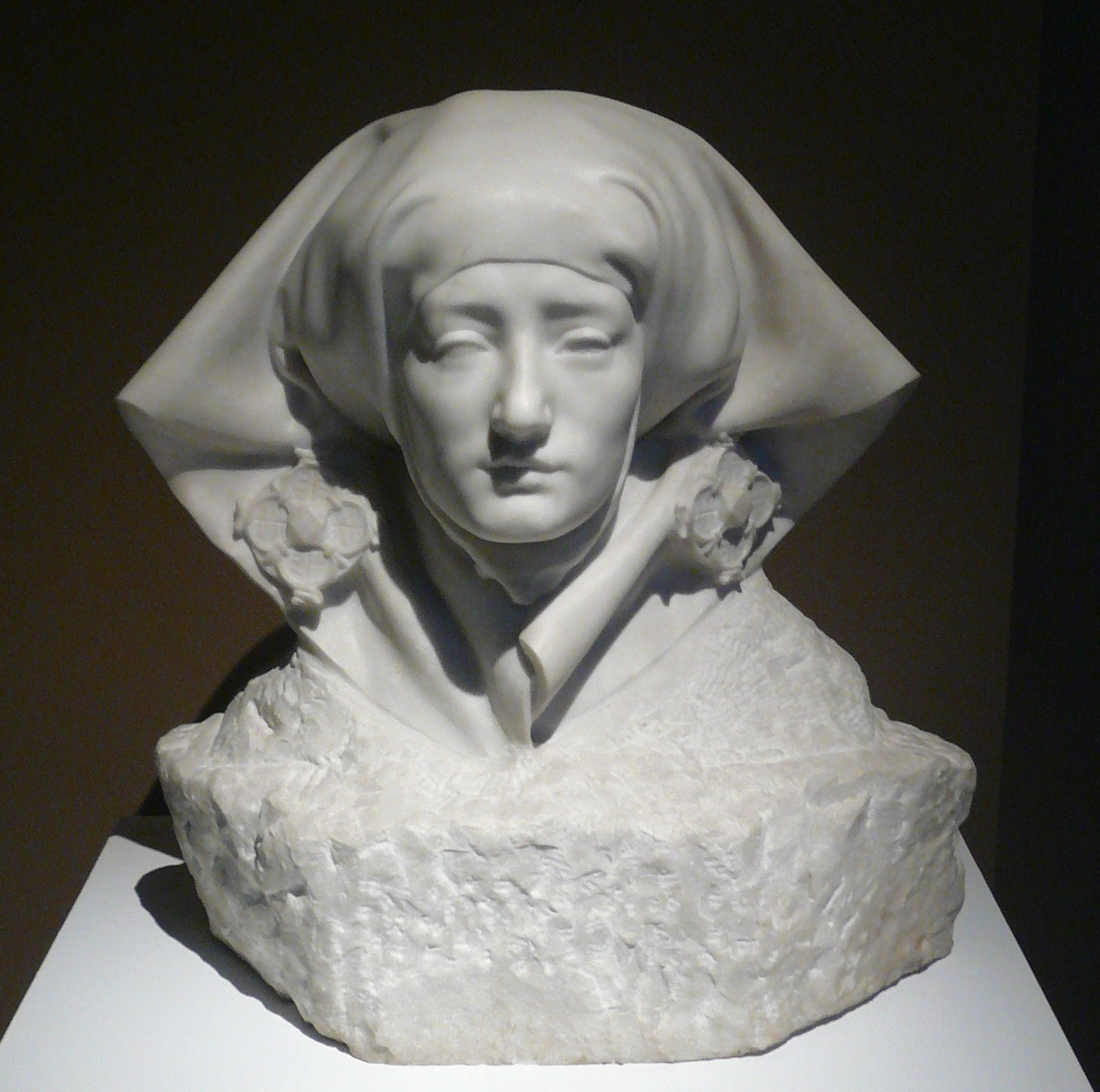
Жан Бушер, Бюст Анни Бретанської, 1915.